# Річард Френсіс Бертон
Сер Річард Френсіс Бертон (англ. Richard Francis Burton; [ˈbɜrtən]; нар. 19 березня 1821, Торкі, Сполучене Королівство — пом. 20 жовтня 1890, Трієст, Австро-Угорщина) — британський дослідник, географ, перекладач, письменник, солдат, сходознавець, картограф, етнолог, шпигун, мовознавець, поет, фехтувальник і дипломат. Відомий своїми подорожами та дослідженнями в Азії, Африці й Америці, а також своїм винятковим знанням мов і культур. За деякими даними, він говорив 29 європейськими, азійськими та африканськими мовами.
До найвідоміших досягнень Бертона належать його подорож до на той час забороненої для європейців Мекки, повний переклад збірки казок «Тисяча й одна ніч», публікація «Камасутри» англійською мовою, подорож із Джоном Геннінгом Спіком, під час якої вони стали першими європейцями, що побували на Великих озерах Африки у пошуках витоків Нілу.
Твори та листи Бертона широко критикували колоніальну політику Британської імперії, що істотно шкодило його кар'єрі. Був плідним автором. Написав безліч книжок і наукових статей, зокрема на теми поведінки людини, подорожей, соколиного полювання, фехтування, сексуальної практики та етнографії. Характерною особливістю його книжок є щедрість на примітки й доповнення, що містять цікаві спостереження й інформацію.
Бертон був капітаном армії Ост-Індійської компанії. Після служби в Індії та Кримської війни став членом Королівського географічного товариства, за ініціативи якого досліджує східне узбережжя Африки. Став першовідкривачем озера Танганьїка. У старшому віці служив як британський консул у Фернандо-По, Сантусі, Дамаску та Трієсті. У 1886 році удостоєний лицарського звання.

## Біографія

### Ранні роки (1821–1841)
Бертон народився у Торкі, графство Девон, о 21:30 19 березня 1821 року; у своїй автобіографії він помилково стверджував, що народився у сімейному будинку Баргем-Гаус в Елстрі, Гартфордшир. Його охрестили 2 вересня 1821 у Церкві Елстрі в Боремвуді, Гартфордшир. Батько, підполковник 36-ого полку Джозеф Неттервіль Бертон, був британським офіцером ірландського походження. Мати Річарда, Марта Бейкер, була дочкою і спадкоємицею багатого англійського сквайра, Річарда Бейкера (1762–1824). У Бертона були молодша сестра Марія Елізабет Кетрін Бертон (вийшла заміж за генерал-лейтенанта сера Генрі Вільяма Стістеда) і брат Едвард Джозеф Неттервілль Бертон, які народилися у 1823 та 1824 роках відповідно.
Сім'я Бертона під час його дитинства багато подорожувала. У 1825 році вони переїхали в Тур, що у Франції. Початкову освіту Бертон отримував від різних наставників, що наймалися його батьками. У 1829 році він почав навчатися у підготовчій школі на Ричмонд Грін у Ричмонді, графство Суррей, під керівництвом Чарльза Делафосса. Протягом наступних кількох років його сім'я знаходилась у постійних переїздах між Англією, Францією та Італією. Бертон виявив талант до вивчення мов і швидко вивчив французьку, італійську, неаполітанську та латину, а також кілька діалектів.
19 листопада 1840 року Бертон вступив у Триніті-коледж Оксфорду. Перш, ніж отримати кімнату в коледжі, протягом короткого часу він жив у будинку доктора Вільяма Александра Ґрінгілла. Тут він зустрів Джона Генрі Ньюмена, старостою якого був доктор Ґрінгілл. Попри власний інтелект і здібності Бертон не ладив зі своїми вчителями й однолітками. Під час першого семестру викликав іншого студента на дуель через насміхання над його вусами. Бертон і далі задовольняв свою любов до мов вивченням арабської; також він займається соколиним полюванням і фехтуванням. У 1842 році він відвідав стипль-чез, чим порушив правила коледжу, а потім наважився заявити керівництву університету, що студентам коледжу має бути дозволено відвідувати подібні заходи. Бертон сподівався на відсторонення — виключення з можливістю поновлення, покарання, яке отримали менш зухвалі студенти, що теж відвідували стипль-чез — його натомість вигнали з Триніті-коледжу назавжди.

### Служба в армії (1842–1853)

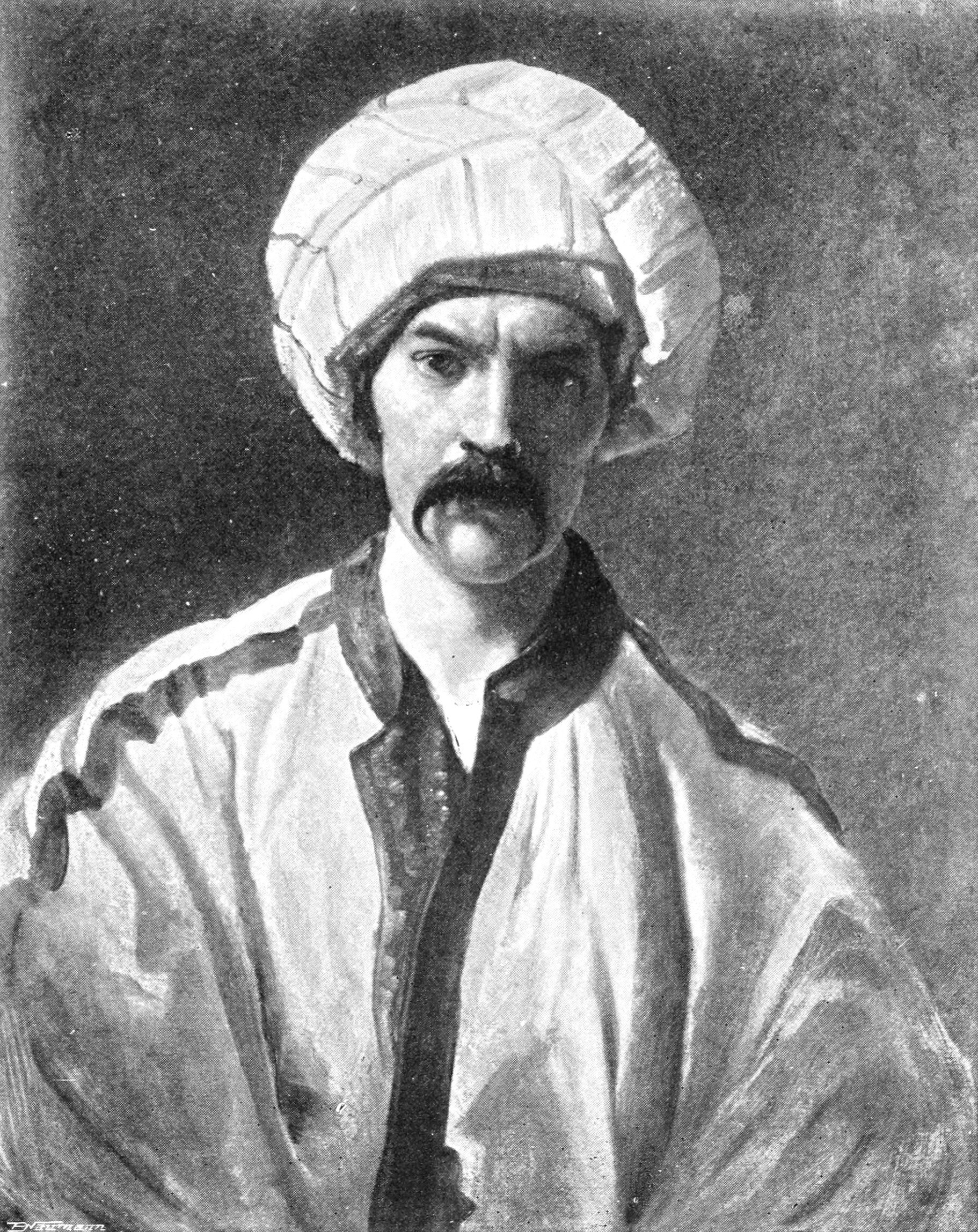
Бертон у перському одязі й під іменем Мізра Абдулла Башрі (1849–1850)

За словами Бертона він «не годився ні для чого іншого, окрім як для ролі мішені за шість пенсів на день». Бертон записався у війська Ост-Індійської компанії та 18 червня 1842 вирушив до Бомбея. Він сподівався потрапити на першу англо-афганську війну, проте конфлікт був вичерпаний ще до його прибуття до Індії. Річард був направлений у 18-й тубільний піхотний полк Бомбей (базувався у штаті Гуджарат) під командування генерала Чарльза Джеймса Напьє. В Індії став вільно розмовляти такими мовами: гіндустані, гуджараті, пенджабі, сіндхі, сараікі та маратхі, а також перською та арабською. Його дослідження індуїстської культури просунулися до такого рівня, що «мій учитель індуїзму офіційно дозволив мені носити джанеу (шнур брахмана)», хоча правдивість цього була поставлена під сумнів, оскільки, зазвичай цей обряд вимагає довготривалого навчання та виконання цілого ряду ритуалів. Інтерес Бертона (й активна участь) до культур і релігій Індії вважався досить своєрідним, тому деякі з його товаришів по службі дали йому кличку «Білий Негр». Бертон мав багато дивних вподобань. В армії він утримував чималий звіринець приручених мавп у надії вивчити їхню мову. Також за свою буйну вдачу, жорстокість в бою та пристрасть до дуелей він отримав прізвисько «Ruffian Dick». Стверджували, що жодна інша людина тієї епохи не схрестила шпаги з такою кількістю супротивників, як Бертон.

### Перші відкриття та проникнення у Мекку (1851–1853)

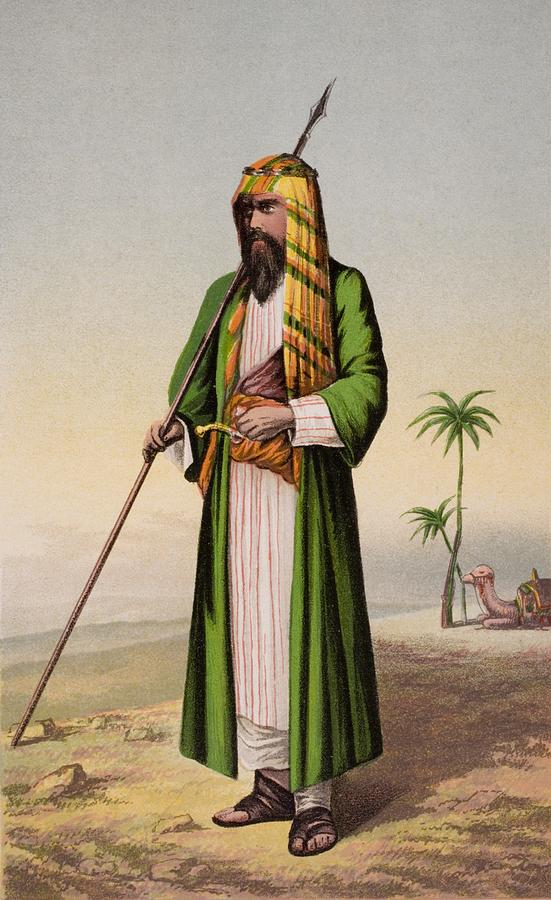
«Пілігрим», ілюстрація до Особистих записів Бертона (Бертон «Хаджі Абдулла», 1853)

Керуючись своєю любов'ю до пригод, Бертон отримав дозвіл Королівського географічного товариства на дослідження території й отримав дозвіл від ради директорів Ост-Індійської компанії на те, щоб залишити армію. Сім років у Індії ознайомили Бертона зі звичаями та поведінкою мусульман, що підготувало його до хаджу (паломництво в Мекку, в його випадку, у Медіну). Подорож відбулася у 1853 році й одразу зробила Бертона відомим. Він планував її ще під час подорожей серед мусульман Сінда і, навчаючись та практикуючись, ретельно готувався до пригоди (щоб зменшити ризик бути виявленим, навіть зробив собі обрізання).
Звичайно, Бертон був не першим європейцем немусульманином, який здійснив хадж (Людовіко Вартема зробив це в 1503 році), проте на той час його паломництво стало найвідомішим і найкраще задокументованим. Похід Бертона в Мекку був вельми небезпечним. На його караван нападали розбійники (звичне явище в той час). Паломництво дало йому право отримати звання хаджі та носити зелену чалму.
Після повернення до британської армії Бертон вирішив скласти іспит на арабського лінгвіста. Екзаменатором був Роберт Ламберт Плейфейр, який недолюблював Бертона. Через те, що професор Джордж Персі Баджер добре знав арабську, Плейфейр попросив Баджера бути спостерігачем на іспиті. Знаючи, що Бертон може бути мстивим, і бажаючи уникнути ворожнечі в разі невдачі Бертона, Баджер відмовився. Плейфейр провів тести. Попри успішне життя Бертона як араба, Плейфейр запевнив комісію, що той провалився.

### Ранні дослідження (1854–1855)
Після повернення до Каїра з Мекки Бертон вирушив до Індії, щоб повернутися у свій полк. У березні 1854 року він був переведений до політвідділу Ост-Індійської компанії та вирушив до Адена на Аравійському півострові, щоб підготуватися до нової експедиції за підтримки Королівського географічного товариства, щоб дослідити Сомалі всередині та за її межами, де Бертон сподівався виявити великі озера, про які чув від арабських мандрівників. Саме в Адені у вересні того ж року він уперше зустрів лейтенанта Джона Геннінга Спіка, який супроводжуватиме його у найвідоміших відкриттях. Бертон взявся за першу частину мандрівки самотужки. Він здійснив експедицію у Харер (сучасна Ефіопія), куди до цього не ступала нога жодного європейця.
Цей етап експедиції тривав з 29 жовтня 1854 по 9 лютого 1855 року, хоча більшу частину часу проведено у порту Сайла, де Бертон, замаскувавшись під арабського торговця, чекав повідомлення, що дорога до Харера безпечна. Бертон не тільки провів десять днів у Харері, але й був представлений еміру. Подорож назад була ускладнена відсутністю припасів, і Бертон писав, що він помер би від спраги, якби не побачив пустельних птахів і здогадався, що вони повинні водитись поряд із джерелом води.
Після цієї подорожі Бертон підготував наступну в супроводі лейтенантів Спіка, Герне та Вільяма Строяна й групи африканців, що виконували роль носіїв. Однак перш ніж експедиція отаборилася біля Бербери, її було атаковано групою сомалійців. Офіцери оцінили кількість нападників у 200 чоловік. Під час бою Строяна було вбито, а Спіка було взято в полон і поранено в одинадцяти місцях, проте йому вдалося втекти. Бертона було поранено списом, який розрізав йому щоку. Ця рана залишила глибокий шрам, який можна легко помітити на портретах і фотографіях. Провал цієї експедиції був жорстко сприйнятий владою і, як наслідок, було розпочате дворічне розслідування, яке мало на меті з'ясувати ступінь провини Бертона. Попри зняття звинувачень, все це зашкодило кар'єрі Річарда. Напад на експедицію він описав у «Перших кроках у Східній Африці» (1856 рік).
У 1855 році Бертон повернувся в армію і вирушив до Криму в надії взяти участь у бойових діях у Кримській війні. Він служив у штабі іррегулярного корпусу башибузуків під командуванням генерала Бітсона на Дарданеллах. Корпус був розформований після «заколоту», в ході якого вони відмовилися виконувати накази. У звіті подальшого розслідування було згадано й ім'я Бертона.

### Дослідження Великих Африканських озер (1856–1860)

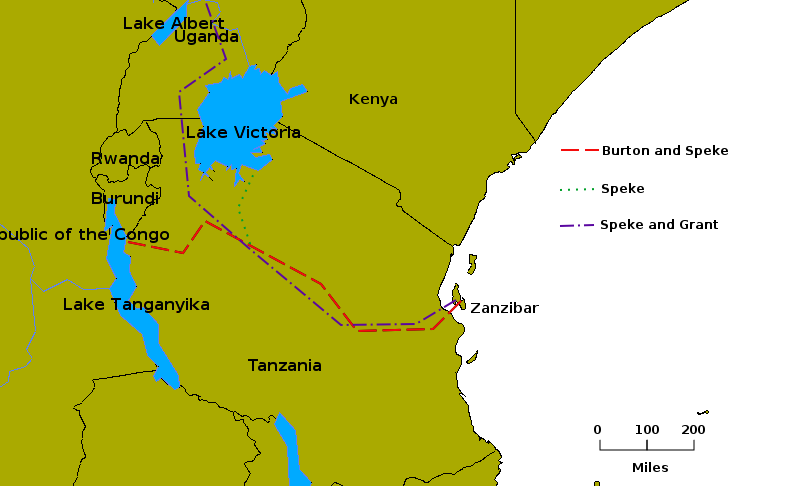
Маршрут експедицій Бертона та Спіка (1857–1858) і Спіка та Джеймса Гранта (1863)

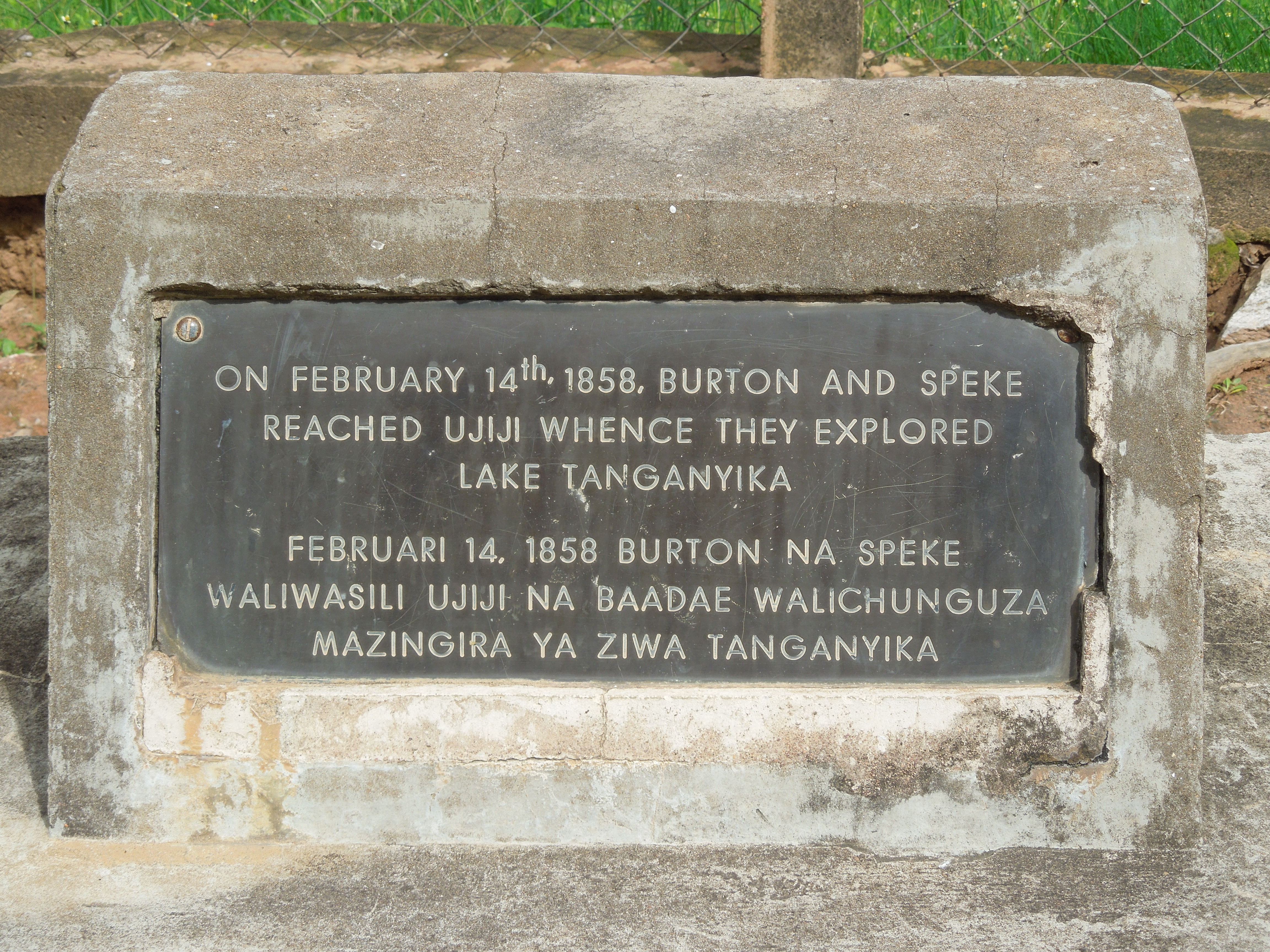
Пам'ятка про прибуття Бертона та Спіка в Уджиджі

У 1856 році Королівське географічне товариство профінансувало ще одну експедицію, в якій Бертон вирушив з Занзібару на дослідження Великих озер, що були описані арабськими торговцями та работорговцями. Його місія полягала у вивченні племен цього району і з'ясуванні експортного потенціалу регіону. Були надії, що експедиція призведе до відкриття джерела ріки Ніл, хоч це й не було головною метою.
Перед від'їздом до Африки Бертон таємно заручився з Ізабель Арунделл. Її сім'я, особливо її мати, була проти шлюбу з Бертоном, який не був ні католиком, ні заможним, хоча з часом їх стосунки покращились.
Джон Геннінг Спік знову супроводжував Бертона; 27 червня 1857 року вони вирушили зі східного узбережжя Африки в західному напрямку в пошуках озера чи озер. Їм допомагали араби, які жили та торгували в регіоні. Вони рухались звичними караванними шляхами, наймаючи професійних носіїв і гідів, які здійснювали подібні походи протягом багатьох років. З самого початку подорож стикнулася з такою проблемою як ненадійність носіїв: крадіжки обладнань і матеріалів, дезертирство членів експедиції.
Під час подорожі обоє чоловіків страждали від різних тропічних хвороб. Спік на деякий час осліп та оглух на одне вухо (через інфекцію, занесеною спробами видалити жука). Певний період Бертон не міг ходити, тому його несли носії.
Експедиція прибула на озеро Танганьїка в лютому 1858 року. Бертон був вражений, побачивши неймовірне озеро, але Спік, який був тимчасово незрячим, не зміг побачити водойму. До цього моменту велика частина їх геодезичного обладнання була втрачена, зламана або вкрадена і вони були не в змозі завершити дослідження в цьому регіоні так, як вони хотіли. На зворотному шляху Бертон знову захворів. Спік продовжив дослідження без нього, здійснивши подорож на північ і врешті-решт знайшовши озеро Вікторія. Не маючи належного приладдя та інструментів, Спік був не в змозі обстежити область належним чином, але був переконаний, що нарешті знайшов джерело Нілу. Опис подорожі наводиться Бертоном у «Озерах Екваторіальної Африки» (1860 рік). Спік опублікував свій звіт у «Щоденнику відкриття джерела Нілу» (1863 рік).
Обидва дослідники після подорожі мали вкрай поганий стан здоров'я і повернулися додому окремо. Як завжди, Бертон вів дуже докладні нотатки, не тільки про географію, а й про мови, звичаї і навіть сексуальні звички людей, з якими зустрічався. Хоча це була остання велика експедиція, географічні та культурні нотатки Бертона виявилися безцінними для подальших досліджень Спіка і Джеймса Огастаса Гранта, Семюела Бейкера, Девіда Лівінгстона і Генрі Мортона Стенлі. Експедиція Спіка та Гранта (1863 рік) знову почалась зі східного узбережжя біля Занзібару, пройшла навколо західного берега озера Вікторія до озера Альберт і, нарешті, повернулася через річку Ніл. Однак, вони втратили слід джерела ріки між озером Вікторія й Альберт. Це залишило Бертона та інших незадоволеними тим, що джерело Нілу не було остаточно знайдено.

#### Бертон і Спік

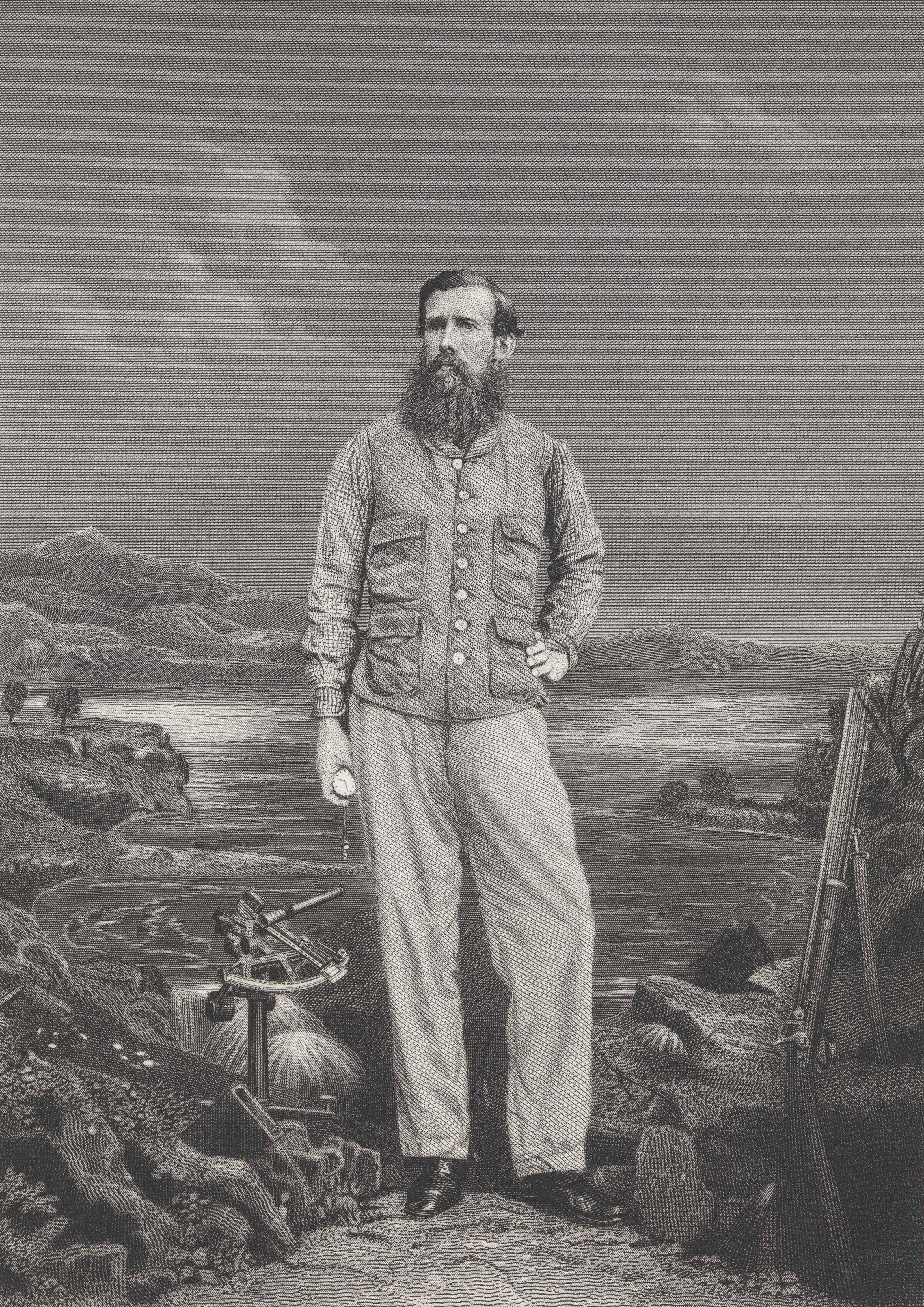
Джон Геннінг Спік, 1863 р.

Тривале громадське обговорення експедиції нашкодило репутації як Бертона, так і Спіка. Спіка обурювала провідна роль Бертона в експедиції, тому їх дружні відносини значно погіршали. Тім Джил, який мав доступ до особистих документів Спіка, припускає, що навпаки саме Бертон був ображений успіхом Спіка. «З плином років Бертон не буде нехтувати можливістю висміяти чи розгромити географічні теорії та досягнення Спіка».
Раніше Спік довів свою хоробрість у поході через гори Тибету, але Бертон вважав його недостойним слави, оскільки він не володів ніякими арабськими чи африканськими мовами. Попри захоплення Бертона неєвропейськими культурами дехто, опираючись на його причетність до Антропологічної спілки (організація, яка уклала доктрину наукового расизму), змальовує Річарда як безсоромного імперіаліста, переконаного в інтелектуальній та історичній перевазі білої раси. Спік, здається, був прихильнішим до африканців, з якими їм довелося зустрічатися, і, за деякими даними, під час майбутніх експедицій навіть закохався в африканську жінку.
Були також проблеми з боргами, пов'язаними з їх експедицією, повну відповідальність за які Спік поклав на Бертона. Але їх найбільші чвари були через джерело Нілу.
Двоє чоловіків вертались додому порізно. Спік повернувся до Лондона і виступив із лекцією у Королівському географічному товаристві, стверджуючи, що озеро Вікторія є джерелом Нілу. За словами Бертона, Спік порушив домовленість, згідно з якою першу публічну промову вони мали зробити спільно. Проте, окрім слів Бертона, немає ніяких доказів, що такого роду угода дійсно існувала й більшість сучасних дослідників сумніваються в правдивості цього.
Приїхавши до Лондона, Бертон виявив, що Спік став знаменитістю, а його власна роль відійшла на другий план. Спік уже звернувся за фінансуванням наступних експедицій без участі Бертона. В наступні місяці обоє всіляко намагалися зіпсувати репутацію одне одного. Бертон спростував твердження Спіка, назвавши його докази непереконливими, а його вимірювання — неточними.
Спік провів другу експедицію спільно з капітаном Джеймсом Грантом і Сіді Мубарак Бомбей, щоб довести, що озеро Вікторія дійсно є джерелом Нілу. Через прикру пригоду з Бертоном Спік змусив Гранта підписати заяву: «Я відмовляюсь від усіх моїх прав на публікацію звіту [з експедиції] до затвердження його капітаном Спіком чи [Королівським географічним товариством]». Бертон і Лівінгстон все ще сумнівались, однак Королівське географічне товариство нагородило Спіка золотою медаллю.
На 16 вересня 1864 року було заплановано дебати між Бертоном і Спіком про джерело Нілу на зустрічі Британської асоціації сприянню розвитку науки. Напередодні Бертон і Спік сиділи поряд у лекційному залі. За свідченнями дружини Бертона, Спік встав, мовивши: «Я не витримаю цього більше», — і стрімко покинув зал. Після обіду Спік вирушив на полювання до маєтку родича. Тіло Спіка було знайдене біля кам'яної стіни зі смертельним вогнепальним пораненням від мисливської рушниці. Бертон дізнався про смерть Спіка наступного дня, очікуючи на початок дебатів. Суд визначив смерть Спіка як нещасний випадок. У некролозі припустили, що Спік, перелазячи стіну, випадково натиснув на гачок і застрелився.

### Дипломатична служба (1861–1890)
| Мови Бертона | Мови Бертона |
| --- | ------------ |
| До кінця свого життя Бертон вивчив 25 мов або 40, якщо враховувати різні діалекти. 1. Англійська 2. Французька 3. Окситанська (Гасконська/діалект Беарнезе) 4. Італійська a. Неаполітанська 5. Циганська 6. Латинська 7. Давньогрецька 8. Діалект Сірайкі 9. Гіндустані a. Урду b. Сіндхі 10. Маратхі 11. Арабська 12. Перська 13. Пушту 14. Санскрит 15. Португальська 16. Іспанська 17. Німецька 18. Ісландська 19. Суахілі 20. Амхарська 21. Фанґ 22. Йоруба 23. Діалект Ашанті 24. Арамейська 25. Іврит 26. Інші діалекти Західної Африки та Індії |              |
| |              |

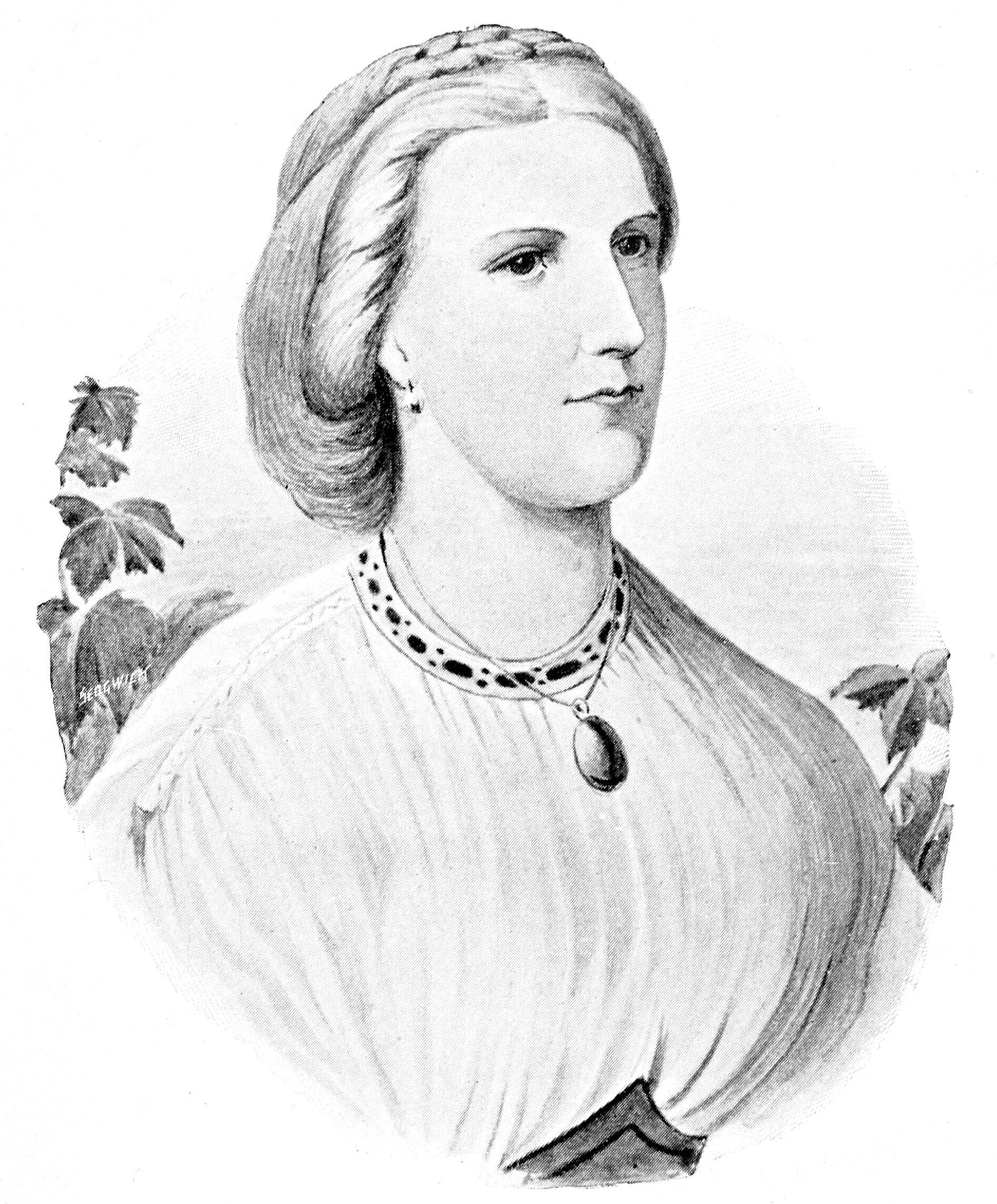
Ізабель Бертон

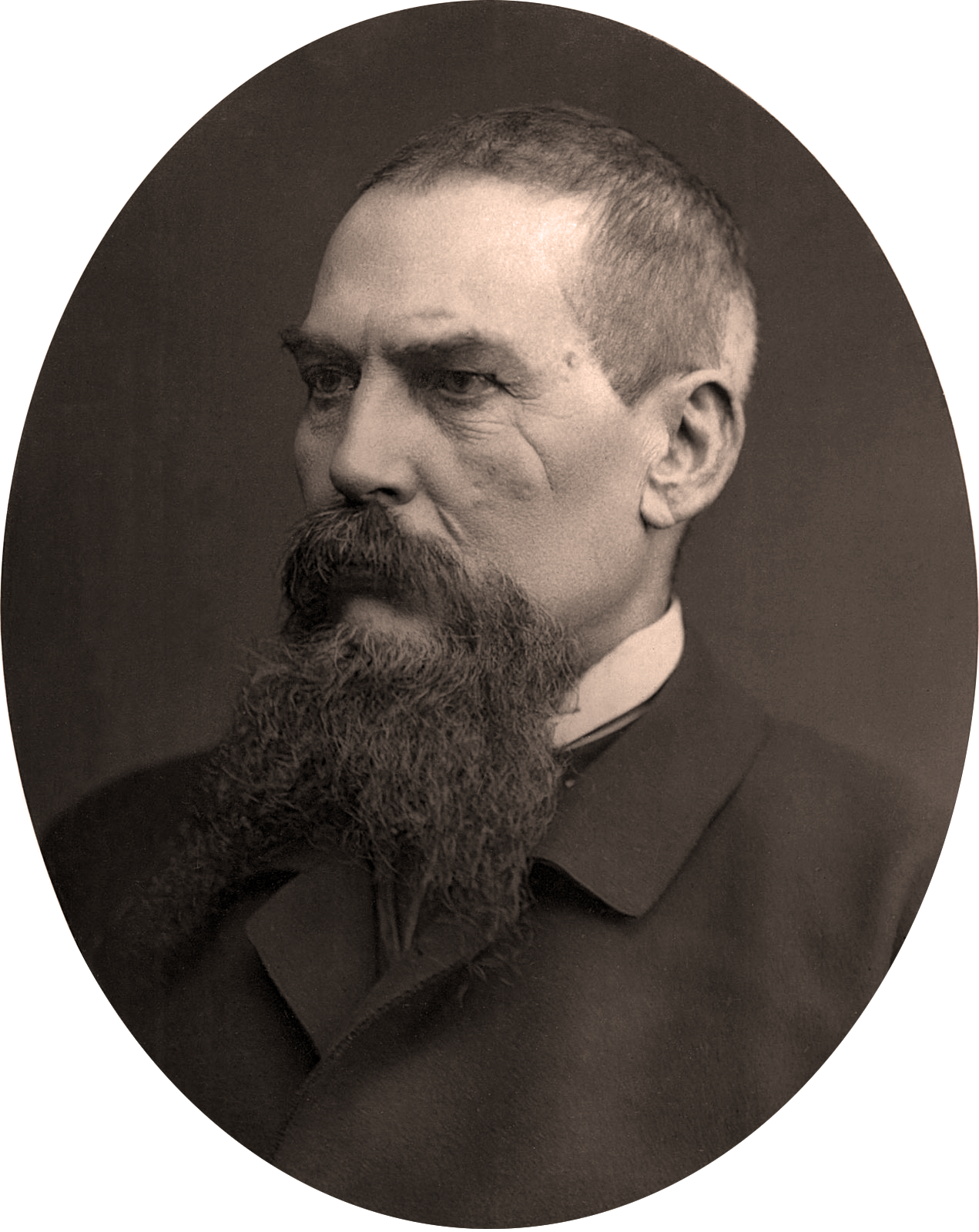
Бертон у 1876

22 січня 1861 року Бертон та Ізабель одружились за католицьким обрядом, хоча Річард на той час не прийняв католицької віри. Незабаром пара була змушена провести деякий час окремо, коли Бертон заступив на дипломатичну службу консулом у Фернандо-По (сучасний острів Біоко в Екваторіальній Гвінеї). Це не було престижним призначенням, оскільки клімат острова вважався надзвичайно шкідливим для європейців, а Ізабель не могла супроводжувати його. Бертон провів багато часу на цій посаді, досліджуючи узбережжя Західної Африки. Він описав деякі зі своїх вражень, включно з подорожжю вгору за течією ріки Конго до водоспаду Єллала, у своїй книзі «Дві поїздки до країни горил і водоспадів Конго».
Пара знову возз'єдналася у 1865 році, коли Бертона перевели в Сантус, Бразилія. Бертон подорожував центральною Бразилією, сплавляючись на каное вниз за течією Сан-Франсиску від її джерела до водоспаду Паулу-Афонсу.
У 1868 і 1869 роках двічі відвідав зону бойових дій Парагвайської війни, яку Бертон описав у своїх «Листах із полів битв Парагваю» (1870 рік).
У 1869 році його призначили консулом у Дамаску — ідеальна посада для людини зі знаннями Бертона про регіон і звичаї. Тим не менше Бертон нажив багато ворогів за час перебування там. Він протидіяв великій частині єврейського населення регіону через суперечки з приводу кредитування.
Подружжя насолоджувались часом, проведеним там, і вважало ці роки найкращими у своєму житті. Вони заприятелювали з Джейн Діґбі, відомою авантюристкою, і Абд аль-Кадіром, лідером алжирської революції, що жив у екзилі.
Тим не менше, регіон знаходився в напрузі через значне загострення відносин між християнським, юдейським і мусульманським населенням. Бертон зробив усе, щоб зберегти мир, але це іноді приводило його до біди. В одному випадку він стверджував, що ледве уникнув нападу сотні озброєних вершників, посланих Мохаммедом Рашид-пашею, губернатором Сирії. Він писав: «Я ніколи не був так втішений у своєму житті, ніж коли дізнався, що буде потрібно триста чоловік, щоб убити мене».

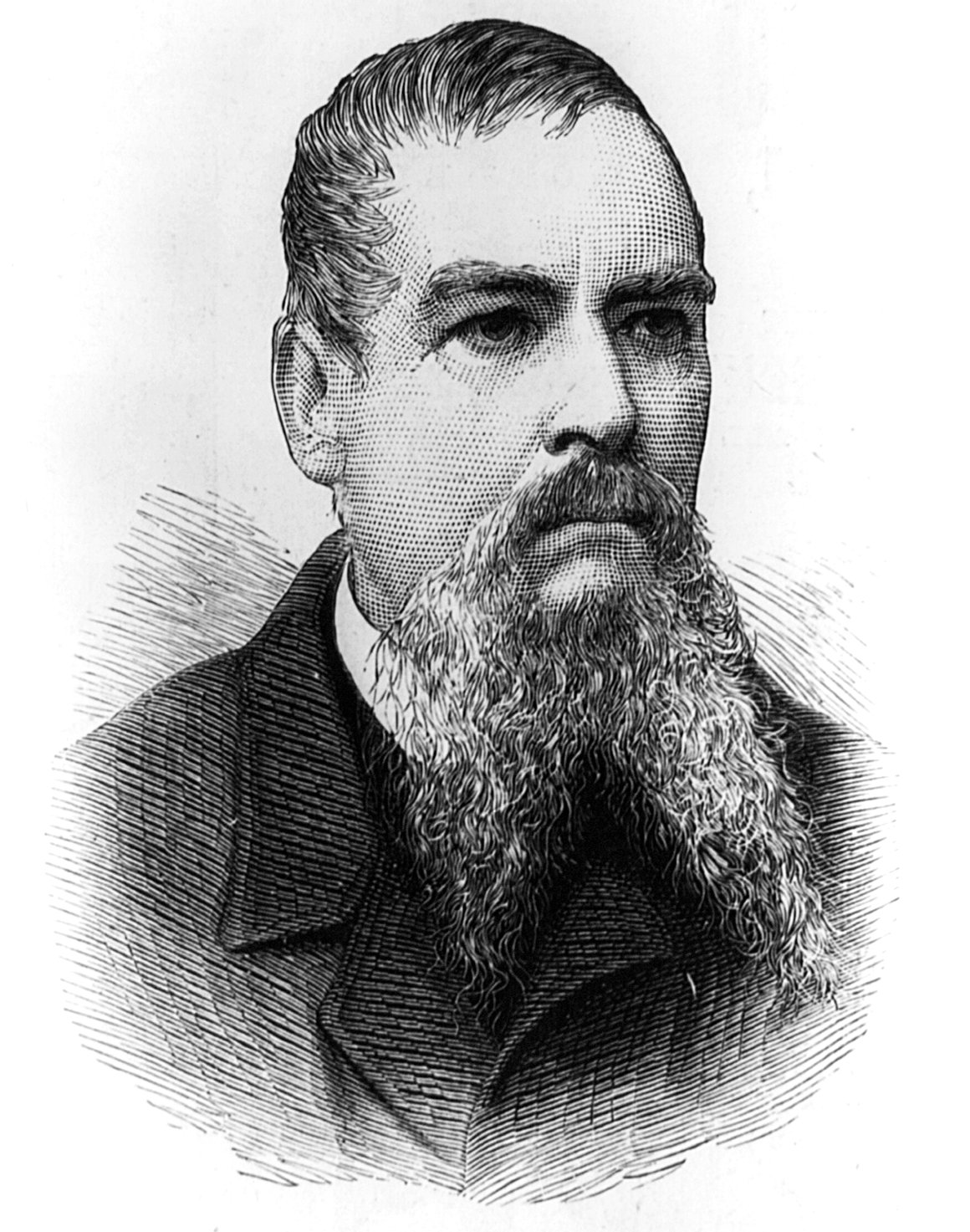
Пізній портрет Бертона

Щоб не допустити погіршення ситуації та зберегти життя консула, британці в 1871 році перевели Бертона в Трієст. Бертон ніколи не був особливо задоволений цією посадою, але вона дала йому можливість описати всі свої попередні подорожі.
У 1875 році Бертон відвідав Ісландію. Провівши в цій країні три місяці, він незабаром опублікував працю на 794 сторінки «Ultima Thule; or A Summer in Iceland» (Лондон, 1875 рік). Бертон спробував довести, що саме Ісландія була тією загадковою країною «Туле», в якій побував Піфей Массаліот.
13 лютого 1886 року Бертон був нагороджений лицарським титулом і Орденом Святого Михайла і Святого Георгія (KCMG) з рук королеви Вікторії.
Написані в цей період путівники Бертона були прохолодно прийняті суспільством. Його найвідоміші внески в літературу, видані під егідою Товариства Камасутри, тоді називали ризикованими та навіть порнографічними. До них належать: «Камасутра Ватсьяяни» (відома як «Камасутра», 1883 рік), «Книга тисячі й однієї ночі» (1885 рік), «Ароматний сад Шейха Нефзаві» (1886 рік) та «Доповнення до Тисячі й однієї ночі» (17 томів, 1886–1898 роки).
Опублікована у цей період, але складена ще після повернення з Мекки поема «Касида» часто наводиться як доказ статусу Бертона у суфійському Бекташі.
До цього періоду також належать колекція індуїстських казок, «Вікрам і вампір» (1870 рік) і незавершена історія фехтування — «Книга Меча» (1884 рік). У 1880 році він переклав «Лузіади» Луїса де Камоенса. Книжку Бертона «The Jew, the Gypsy and el Islam», видану 1898 року після його смерті, критикували через закиди й криваві наклепи в бік євреїв.

### Смерть
Бертон помер в Трієсті рано вранці 20 жовтня 1890 року від серцевого нападу. Його дружина Ізабель вмовила священика виконати останні обряди, хоча Бертон не був католиком, і цей вчинок пізніше викликав суперечки між Ізабель і деякими з друзів Бертона. Припускалось, що смерть настала дуже пізно 19 жовтня і, що Бертон був уже мертвий до того часу, коли були проведені останні обряди. Бертон називав себе атеїстом, визнаючи, що він виховувався на вченнях Англіканської церкви.
Ізабель ніколи не оговталася від втрати. Після його смерті вона спалила багато робіт чоловіка, в тому числі журнали та новий переклад «Ароматного Саду», який вона вважала його magnum opus. Вона гадала, що діє для захисту репутації чоловіка, але її дії широко засуджувалися.
У пам'ять про свого чоловіка Ізабель написала його біографію.
Подружжя поховане в могилі у формі бедуїнського намету, яку спроєктувала Ізабель, на кладовищі римо-католицької церкви святої Марії Магдалини, що у Мортлейку, південно-західний Лондон. Труни сера Річарда та леді Бертон можна побачити через вікно в задній частині намету. У каплиці встановлено меморіальний вітраж, що зображає Бертона в образі середньовічного лицаря. Особисті речі Бертона, колекція картин, фотографій і предметів, що належали йому, зберігаються в галереї Орлеанс Гаус, Твікенем.

## Товариство Камасутри

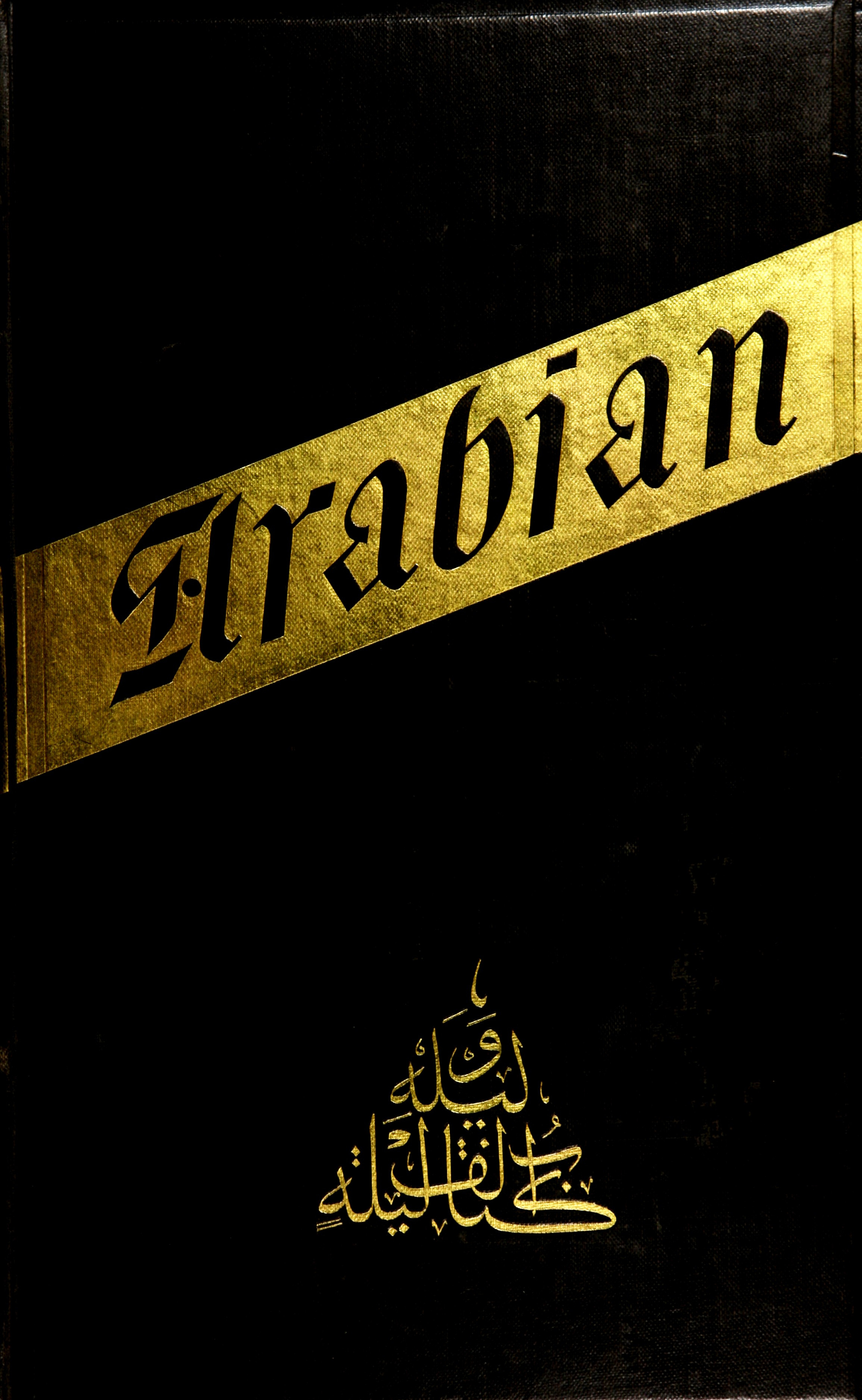
Обкладинка «Книги тисячі й однієї ночі» (1885) з перекладом Річарда Бертона

Бертон давно цікавився сексуальністю й еротичною літературою. Однак Акт про непристойні публікації 1857 разом із Товариством боротьби з розпустою призвели до багатьох переслідувань та тюремних вироків. Виходом була приватна дисидентська циркуляція книжок серед закритого суспільства. З цієї причини Бертон спільно з Форстером Фіцджеральдом Арбутнотом створив Товариство Камасутри, щоб друкувати та розповсюджувати книжки, які було незаконно публікувати для громадськості.
Найвідомішою з його книжок є переклад «Книги тисячі й однієї ночі» («Арабські ночі») у десяти томах із сімома доданими пізніше. Вони були надруковані Товариством Камасутри винятково для тисячі передплатників з гарантією, що видання ніколи не будуть розтиражовані в цій формі. Зібрані пригоди часто мали сексуальний зміст і сприймалися в той час як порнографія. Зокрема, «Завершальне есе» містить есе на 14 000 слів із назвою «Педерастія» (Том 10, розділ IV), на той час синонімом гомосексуальності. Це було і залишалося протягом довгих років найдовшим і найвідвертішим обговоренням гомосексуальності будь-якою мовою. Бертон припустив, що чоловіча гомосексуальність була поширенішеною у південних широтах, названих ним «Зона Сотада», від імені давньогрецького поета Сотада.
Ще однією відомою книжкою Бертона є його переклад Камасутри. Насправді він не був перекладачем оригіналу рукопису зі стародавнього санскриту, оскільки ним він не володів. Однак, він співпрацював з Форстером Фіцджеральдом Арбутнотом і робив переклади з інших рукописів пізніх перекладів. Товариство Камасутри вперше надрукувало книгу в 1883 році. Численні перевидання перекладу Бертона друкуються і донині.
Англійський переклад французького видання арабського еротичного довідника «Ароматний сад» був надрукований під назвою «Ароматний сад Шейха Нефзаві: Посібник аравійської еротології» (1886). Бертон планував публікацію другого перекладу «Ароматного саду» після своєї смерті, щоб забезпечити дохід його вдові, а також як останній жест непокори вікторіанському суспільству подвійної моралі.

## Скандали
Роботи Бертона надзвичайно відверті та вказують на його зацікавленість питаннями сексу та сексуальності. Його мандрівні записки часто повні деталей про сексуальне життя мешканців місць, якими він подорожував. Зацікавленість сексуальністю привела його до вимірювання довжини пенісів мешканців різних регіонів, які він включив до своїх дорожніх книг. Він також описує сексуальні техніки, характерні для регіонів, які він відвідав, натякаючи на свою участь у них і, таким чином, порушуючи сексуальні та расові табу тих днів. Багато людей в той час вважали Товариство Камасутри та книги, які воно публікувало, обурливими.
Думки біографів розходяться у питанні, чи мав Бертон колись досвід гомосексуального сексу (той ніколи прямо не визнавав цього). Підтвердження з'являються під час служби в армії, коли Чарльз Джеймс Нейп'єр запропонував, щоб Бертон під прикриттям з метою розслідування проник у чоловічий бордель, який, як вважалося, відвідували британські солдати. Припускається, що докладний звіт Бертона про роботу борделю може свідчити про те, що він був клієнтом. Немає документальних доказів того, що такий звіт був написаний або поданий, а також, що Нейп'єр наказував Бертону провести таке розслідування. Стверджується, що це чергове перебільшення Бертона.
Одна з пригод переслідувала Бертона до самої смерті та згадується у деяких його некрологах. Йдеться про те, що його мало не викрили, коли він не присів, щоб помочитися, як це зробив би араб. І Бертон, аби уникнути викриття, убив свідка. Бертон заперечував це, зазначаючи, що вбивство хлопчика майже напевно призвело б до його викриття як самозванця. Бертон так утомився заперечувати це звинувачення, що почав глузувати з обвинувачів, хоча, як стверджується, йому подобалася погана слава. Один лікар якось запитав його: «Як почуваєшся після вбивства людини?», на що Бертон відповів: «Досить весело, а ти?». На запитання священика про той самий інцидент Бертон, як кажуть, відповів: «Сер, я пишаюсь тим, що вчинив кожен із гріхів Декалогу». Стенлі Лен-Пул, критик Бертона, повідомляв, що Бертон «швидше із соромом зізнався, що ніколи та нікого не вбивав».
Ці звинувачення вкупі з запальним характером Бертона дуже шкодили його кар'єрі, що пояснює його незначне просування як у військовій, так і в дипломатичній сферах.

## Творчий доробок
Бертон опублікував понад 40 книг і безліч статей, монографій та листів. Велика кількість його журнальних і газетних заміток не було каталогізовано. Понад 200 з них зібрано на burtoniana.org. Широкий вибір кореспонденції Бертона наведений у чотиритомній «Книзі Бартоніани» під редакцією Гевена Треду.

### Книги
1850-ті
- «Goa and the Blue Mountains» (1851) [Архівовано 10 березня 2014 у Wayback Machine.]
- «Scinde or the Unhappy Valley» (1851) [Архівовано 23 вересня 2015 у Wayback Machine.]
- «Sindh and the Races That Inhabit the Valley of the Indus» (1851) [Архівовано 12 квітня 2008 у Wayback Machine.]
- «Falconry in the Valley of the Indus» (1852) [Архівовано 10 вересня 2013 у Wayback Machine.]
- «A Complete System of Bayonet Exercise» (1853) [Архівовано 8 червня 2014 у Wayback Machine.]
- «Personal Narrative of a Pilgrimage to Al Madinah and Meccah» 3 Vols. (1855–6) [Архівовано 6 липня 2010 у Wayback Machine.]. Див. також у форматі PDF [Архівовано 4 березня 2013 у Wayback Machine.]
- «First Footsteps in East Africa» (1856) [Архівовано 6 липня 2010 у Wayback Machine.]. Див. також у форматі PDF [Архівовано 15 грудня 2007 у Wayback Machine.].
- «The Lake Regions of Central Equatorial Africa (1859)» [Архівовано 21 вересня 2013 у Wayback Machine.]

1860-ті
- «The Lake Regions of Central Africa» (1860) [Архівовано 23 вересня 2015 у Wayback Machine.]
- «The City of the Saints, Among the Mormons and Across the Rocky Mountains to California» (1861) [Архівовано 28 лютого 2009 у Wayback Machine.]
- «Wanderings in West Africa» (1863) [Архівовано 23 вересня 2015 у Wayback Machine.]
- «Abeokuta and the Cameroon Mountains» (1863) [Архівовано 23 вересня 2015 у Wayback Machine.]
- «A Mission to Gelele, King of Dahomé» (1864) [Архівовано 23 вересня 2015 у Wayback Machine.]
- «The Nile Basin» (1864) [Архівовано 23 вересня 2015 у Wayback Machine.] у співавторстві з Джеймсом МакКвіном.
- «Wit and Wisdom From West Africa» (1865) [Архівовано 8 червня 2015 у Wayback Machine.]
- «Stone Talk» (1865) [Архівовано 23 вересня 2015 у Wayback Machine.]
- «The Guide-book. A Pictorial Pilgrimage to Mecca and Medina» (1865) [Архівовано 23 вересня 2015 у Wayback Machine.].
- «Explorations of the Highlands of Brazil» (1869) [Архівовано 6 травня 2015 у Wayback Machine.]

1870-ті
- «Letters From the Battlefields of Paraguay» (1870) [Архівовано 23 вересня 2015 у Wayback Machine.]
- «Vikram and the Vampire or Tales of Hindu Devilry» (1870) [Архівовано 6 липня 2010 у Wayback Machine.]. Див. також у форматі PDF [Архівовано 23 вересня 2015 у Wayback Machine.].
- «Unexplored Syria» (1872) [Архівовано 23 вересня 2015 у Wayback Machine.]
- «Zanzibar» (1872) [Архівовано 23 вересня 2015 у Wayback Machine.]
- «Ultima Thule» (1872) [Архівовано 23 вересня 2015 у Wayback Machine.]
- «The Lands of Cazembe. Lacerda's Journey to Cazembe in 1798» (1873) [Архівовано 23 вересня 2015 у Wayback Machine.]. Редакція та переклад Бертона.
- «The Captivity of Hans Stade of Hesse, in A.D. 1547–1555, Among the Wild Tribes of Eastern Brazil.» [Архівовано 23 вересня 2015 у Wayback Machine.] Переклад Альберта Тутела й анотації Річарда Ф. Бертона
- «A New System of Sword Exercise for Infantry» (1876) [Архівовано 13 серпня 2013 у Wayback Machine.]
- «Two Trips to Gorilla Land and the Cataracts of the Congo» (1876) [Архівовано 6 липня 2010 у Wayback Machine.] Див. також у форматі PDF [Архівовано 21 листопада 2014 у Wayback Machine.].
- «Etruscan Bologna» (1876) [Архівовано 23 вересня 2015 у Wayback Machine.]
- «Sind Revisited» (1877) [Архівовано 23 вересня 2015 у Wayback Machine.]
- «The Gold Mines of Midian» (1878) [Архівовано 23 вересня 2015 у Wayback Machine.]
- «The Land of Midian (revisited)» (1879) [Архівовано 6 липня 2010 у Wayback Machine.]

1880-ті
- «Os Lusiadas (The Lusiads)» (2 томи 1880) [Архівовано 11 березня 2015 у Wayback Machine.]
- «The Kasidah of Haji Abdu El-Yezdi[en]» (1880). Див. також у форматі PDF [Архівовано 23 вересня 2015 у Wayback Machine.].
- «A Glance at the Passion-Play» (1881) [Архівовано 15 грудня 2007 у Wayback Machine.].
- «To the Gold Coast for Gold» 2 Vols. (1883) [Архівовано 6 липня 2010 у Wayback Machine.]. Див. також PDF Facsimile [Архівовано 23 вересня 2015 у Wayback Machine.].
- «The Kama Sutra of Vatsyayana» (1883) [Архівовано 10 березня 2014 у Wayback Machine.] (спільно з Ф. Ф. Арбутнотом).
- «Camoens: His Life and His Lusiads» (1883) [Архівовано 21 жовтня 2013 у Wayback Machine.]
- «Camoens. The Lyricks» 2 Vols (1884) [Архівовано 23 вересня 2015 у Wayback Machine.]
- «The Book of the Sword» (1884) [Архівовано 12 квітня 2008 у Wayback Machine.]
- «The Book of the Thousand Nights and a Night[en]»[68] (10 томів 1885)
- «The Perfumed Garden of the Shaykh Nefzawi» (1886) [Архівовано 16 серпня 2014 у Wayback Machine.]
- «The Supplemental Nights to the Thousand Nights and a Night»[68] (6 томів 1886–1888)

Посмертні
- Leonard C. Smithers and Sir Richard Burton (translators). Priapeia sive diversorum poetarum in Priapum lusus or Sportive Epigrams on Priapus by divers poets in English verse and prose. 1890  [Архівовано 16 лютого 2018 у Wayback Machine.].
- The Carmina of Catullus. Now first completely Englished into Verse and Prose, the Metrical Part by Capt. Sir Richard F. Burton, K.C.M.G., F.R.G.S., etc., etc., etc., and the Prose Portion, Introduction, and Notes Explanatory and Illustrative by Leonard C. Smithers. H. S. Nichols & Co. (printed for the translators; for private subscribers only), London 1894
- «The Jew, the Gypsy and El Islam» (1898) [Архівовано 23 вересня 2015 у Wayback Machine.]
- «The Sentiment of the Sword: A Country-House Dialogue» (1911) [Архівовано 17 червня 2013 у Wayback Machine.]

### Статті, монографії та інше
- "Notes Relative to the Population of the Sind; and the Customs, Language, and Literature of the People", Bombay Government Records, New Series No. 17, Part 2 (1847), pp. 637–57.
- "Brief Notes Relative to the Division of Time, and Articles of Cultivation in Sind; to Which Are Appended Remarks on the Modes of Intoxication in That Province", Bombay Government Records, New Series No. 17, Part 2 (1848), pp. 613–36.
- "A Grammar the Jataki or Belohcki Dialect" (1849), Journal of the Bombay Branch of the Royal Asiatic Society, Vol. III, No. 12 (January), pp. 84–125.
- "Notes and Remarks on Dr Dorn's Chrestomathy of the Pushtu or Afghan Language" (1849), Journal of the Bombay Branch of the Royal Asiatic Society, Vol. III, No. 12 (January), pp. 58–69.

1850-ті
- "Reply to review of Falconry in the Valley of the Indus" (1852), Athenaeum, 24 July, No. 1291, p. 804.
- "Reply to review of Falconry in the Valley of the Indus" (1853), The Zoologist, Vol. XI, pp. 3646–3648.
- "Journey to Medina, with Route from Yamba" (1854), Journal of the Royal Geographical Society, Vol. XXIV, pp. 208–25.
- "A Journey from El-Medina to Mecca down the 'Darb el Sharki' on the Eastern Road (Hitherto Unvisited by Europeans) in September 1853" (1855), Journal of the Royal Geographical Society, Vol. XXV, pp. 121–36.
- "Narrative of a Trip to Harar" (1855), Journal of the Royal Geographical Society, Vol. XXV, pp. 136–50.
- "Defence of the Bashi-Bazouks" (1855), The Times (6 December).
- "Letter regarding Mecca" (1856), Athenaeum (5 April), No. 1484, p. 428.
- "Central Asia" (1856), The Times (19 February)
- "Notes from the Journal of the East African Expedition, Under the Command of Capt Richard F. Burton" (1857), Proceedings of the Royal Geographical Society, Vol. II (1857-58), pp. 52–6; discussion pp. 56–8.
- "Zanzibar; and Two Months in East Africa" (1858), Blackwood's Magazine, Vol. LXXXIII, pp. 200–24, 276-90, 572-89.
- "A Coasting Voyage from Mombasa to the Pangani River; Visit to Sultan Kimwere; and Progress of the Expedition into the Interior" (1858), Journal of the Royal Geographical Society, Vol. XXVIII, pp. 188–226.
- "Progress of the Expedition into the Interior" (1858), Journal of the Royal Geographical Society, Vol. XXVIII (1858), pp. 220–6.
- "Explorations in Eastern Africa" (1858), Proceedings of the Royal Geographical Society, Vol. III (1858-59), pp. 348–52.
- "Extracts from Reports by Captains Burton and Speke, of the East African Expedition, on Their Discovery of Lake Ujiji etc, in Central Africa" (1858), Proceedings of the Royal Geographical Society, Vol. III (1858-59), pp. 111–16; discussion on pp. 116–17.
- "The Lake Regions of Central Equatorial Africa, with Notices of the Lunar Mountains and the Sources of the White Nile; Being the Results of an Expedition Undertaken Under the Patronage of Her Majesty's Government and the Royal Geographical Society of London, in the Years 1857-1859" (1859), Journal of the Royal Geographical Society, Vol. XXIX (1859), pp. 1–454.
- "Discussion" [on James Macqueen, Portuguese Journeys in Central Africa] (1859), Proceedings of the Royal Geographical Society, Vol. III (1858-59), p. 363.
- "Presentation of the Royal Awards" (1859), Proceedings of the Royal Geographical Society, Vol. III (1858-59), pp. 217–19.
- "Dr Livingstone", The Times, 8 October 1859.

1860-ті
- "Letter about plans after leaving Salt Lake City" (1860), Athenaeum, 17 Nov., No. 1725, p. 674
- "Letter" (1860), Proceedings of the Royal Geographical Society, Vol. V (1860-61), pp. 1–2.
- "Letters on Dahomey", Report of the African Aid Society, 1st Report (July 1860 to 31 March 1862), pp. 24–38
- "Account of the Ascent of the Camaroons Mountain, in Western Africa" (1861-62), Proceedings of the Royal Geographical Society, Vol. VI, pp. 238–48.
- "Ascent of the Ogun, or Abbeokuta River" (1861-62), Proceedings of the Royal Geographical Society, Vol. VI, pp. 49, 64-6.
- "Letter from Capt. Richard Burton, F.R.G.S., H.M. Consul to Fernando Po, to Dr. Norton Shaw" (1861-62), Proceedings of the Royal Geographical Society, Vol. VI, pp. 64–6.
- "The Ethnological Society", The Times, 8 July 1861.
- "Ethnological Notes on M. du Chaillu's Explorations and Adventures in Equatorial Africa" (1861), Transactions of the Ethnological Society of London, New Series, Vol. 1, pp. 316–26.
- "Letter: Kilimanjaro and its snows" (1862), Athenaeum, 19 July, No 1812, pp. 81–2.
- "Witnesses oaths, R. C. Henry Lemnos Statement of the Outrage Committed upon an English Factory in Benin River" (1862), Liverpool: Lee Nightingale.
- "Ascent of the Cameroon Mountains" (1862), [title only] Report of the British Association for 1862, p. 195.
- "The Ivory Trade of Zanzibar" (1862), The Technologist, Vol. II., pp. 225–8.
- "The Great Gorilla Controversy" (1862), The Times, 23 December.
- "Transportation" (1862), The Times, 31 December.
- "A Day amongst the Fans" (1863), Anthropological Review, Vol. 1(1863), pp. 43–54.
- "My Wanderings in West Africa: A Visit to the Renowned Cities of Wari and Benin" (1863), Fraser's Magazine, Vol. LXVII, pp. 135–57, 273-89, 407-22.
- "An Exploration of the Elephant Mountain in Western Equatorial Africa" (1863), Journal of the Royal Geographical Society, XXXIII, pp. 241–50.
- "Correspondence with British Ministers and Agents in Foreign Countries, and with Foreign Ministers in England, Relative to the Slave Trade" (1863), Accounts and Papers, Vol. XLIII for 1863 [Vol. LXXI in the overall series for that year]; London: Harrison & Sons; pp. xv, 316.
- "Notes on Certain Matters Connected with the Dahoman" (1863), Memoirs Read Before the Anthropological Society of London, Vol. I (1863-64), pp. 308–21.
- "Penal Transportation" (1863), The Times, 9 January.
- "Penal Transportation" (1863), The Times, 27 January.
- "Camaroon Island for Convicts' (1863), The Times, 5 January.
- "Notes on Scalping" (1864), Anthropological Review, Vol. II, pp. 49-52.
- "Notes on Waitz's Anthropology" (1864), Anthropological Review, Vol. II, pp. 233–50.
- "On Skulls from Annabom, in the West African Seas" (1864), Anthropological Review, Vol. II, p. ccxxx.
- "The African Mystery" (1864), Athenaeum, 19 March, pp. 407–8.
- "The Nile Mystery" (1864), Athenaeum, 24 December, pp. 861–2.
- "African Discoveries" (1864), Athenaeum, 18 June, No. 1912, pp. 836–7.
- "Ethnology of Dahomey" (1864), Athenaeum, 1 October, No. 1927, p. 435.
- "On Lake Tanganyika" (1864), Athenaeum, 19 November, No. 1934, p. 677.
- "Correspondence with British Ministers and Agents in Foreign Countries, and with Foreign Ministers in England, Relating to the Slave Trade" (1864), London: Harrison & Sons.
- "Accounts and Papers" (1864), Vol. XXXV [Vol. LXVI in the overall series for that year].
- "Lake Tanganyika, Ptolemy's Western Lake-Reservoir of the Nile" (1864), Proceedings of the Royal Geographical Society, Vol. IX (1864-65), pp. 6–8.
- "On the Present State of Dahome" (1864), Report of the British Association for 1864, pp. 137–9.
- "On the River Congo" (1864), Report of the British Association for 1864, pg 140.
- "The African Climate" (1864), Times, 16 June.
- "The Kames Mills" (1864), Times, 22 November.
- "The Nile Sources" (1864), Times, 23 September.
- "The Nile Mystery" (1865), Athenaeum, 14 January, p. 53.
- "From London to Rio de Janeiro: Letters to a Friend" (1865), Fraser's Magazine, Vol. LXXII, pp. 492–503; also Vol. LXXIII (1866), pp. 78–92, 496-510 and Vol. LXXIV (1866), pp. 159–78.
- "Discussion" (1865) [on H. B. Owen, "Missionary Successes and Negro Converts"], Journal of the Anthropological Society of London, Vol. III, pp. cciv-xi.
- "Discussion" (1865) [on S. Laing, "Some Ancient Shell-Mounds and Graves in Caithness"], Journal of the Anthropological Society of London, Vol. III, pp. iv-vi.
- "Discussion" (1865) [on W. Winwood Reade, "Efforts of Missionaries Among Savages"], Journal of the Anthropological Society of London, Vol. III (1865), pp. clxix-xv, clxxix, clxxxi.
- "Letter" (1865), Journal of the Anthropological Society of London, Vol. III, pp. ccxc-ccxcii.
- "Reference" (1865) [To Carl Vogt, "Lectures on Man"], Journal of the Anthropological Society of London, Vol. III (1865), p. lxxiv.
- "Discussion of Notes on the Dahomans" (1865), Journal of the Anthropological Society of London, Vol. III, pp. vi — xi.
- "On Lake Tanganyika, Ptolemy's Western Lake-Reservoir of the Nile" (1865), Journal of the Royal Geographical Society, Vol. XXXV, pp. 1–15.
- "Correspondence with British Ministers and Agents in Foreign Countries, and with Foreign Ministers in England, Relating to the Slave Trade" (1865), London: Harrison & Sons, in: Accounts and Papers, Vol. XXVII for 1865, Vol. LVI in the overall series for that year. pp. xiv-, 319.
- "Notes on an Hermaphrodite" (1865), In: Memoirs Read Before the Anthropological Society of London, Vol. II (1865-66), pp. 262–3.
- "Evidence in Report from the Select Committee on Africa (Western Coast); Together with the Proceedings of the committee, Minutes of Evidence, and Appendix" (1865), Reports from Committees, Vol. I for 1865, Vol. V in the overall series for that year.
- "A Day amongst the Fans" (1865), Transactions of the Ethnological Society of London, New Series Vol. III, pp. 36–47.
- "The Present State of Dahome" (1865), Transactions of the Ethnological Society of London, New Series, Vol. III, pp. 400–8.
- "A Volcano in Southern Brazil" (1866), In: Appendix J to James C. Fletcher and D.P. Kidder, Brazil and the Brazilians Portrayed in Historical and Descriptive Sketches (Boston: Little, Brown, & Co., 6th ed.) p. 633.
- "Letter on a Kjokkenmodding at Santos, Brazil" (1866), Journal of the Anthropological Society of London, Vol. IV, pp. cxcii-cxciv.
- "African Discovery" (1867), Athenaeum, (27 July issue), pg 115.
- ""The Extinction of Slavery in Brazil, From a Practical Point of View" [Архівовано 16 червня 2016 у Wayback Machine.] (1868), Anthropological Review, Vol. VI, pp. 56-7.
- "Vikram and the Vampire; Or, Tales of Indian Devilry" (1868), Fraser's Magazine, Vol. LXXVII, pp. 407–32; 560-76; 700-16; Vol. LXXVIII (1868), pp. 230–48; 480-97; 584-602; 748-6 1.
- "On the Sources of the Nile" [Isabel Burton] (1869), Athenaeum (27 November issue), No. 2196, p. 701.
- ["Isabel Burton"] "Who Lasts Wins", Fraser's Magazine, Vol LXXIX, pp. 165–168.

1870-ті
- "Harran el Awamid and Damascus Swamps" (1870), Athenaeum (12 November issue), No. 2246, pp. 628–29.
- "The Watuta" (1870), Athenaeum, (4 June issue), No. 2223, p. 745.
- "Memorandum by Consul Captain Burton, on the Baghdad Caravan" (1871), In: Accounts and Papers, Vol. XXIX for 1871, Vol. LXV in the overall series for that year.
- "On Anthropological Collections from the Holy Land, with Notes on the Human Remains by Dr C. Carter-Blake" (1871), Journal of the Anthropological Institute, Vol. I (1871-72), pp. 300–12.
- "On Anthropological Collections from the Holy Land II" (1871), Journal of the Anthropological Institute, Vol. I (1871-72), pp. 321–24.
- "Proverbia Communia Syriaca" (1871), Journal of the Royal Asiatic Society New Series, Vol. V, pp. 338–66.
- "The Case of Captain Burton; Late H.B.M. 's Consul at Damascus". London: Clayton Co. n.d. [but 1871]. Printed for Foreign Office use only. pp. 141.
- "Discussion" (1871), [on "Two Letters from Dr Kirk"], Proceedings of the Royal Geographical Society, Vol. XVI (1871-72), p. 104.
- "Discussion" (1871) [on Baron Von Maltzan, Geography of Southern Arabia], Proceedings of the Royal Geographical Society, Vol. XVI (1871-72), pp. 122–3.
- "On the Ukara, or the Ukerewe Lake of Equatorial Africa" (1871), Proceedings of the Royal Geographical Society, Vol. XVI (1871-72) pp. 129–30.
- "Notes on an Exploration of the Tulul el Safa" (1871), Proceedings of the Royal Geographical Society, Vol. XVI (1871-72), pp. 104–115.
- "African Explorers" (1871), Times (28 October).
- "Dr Livingstone" (1871), Times (30 November).
- "Evidence in the Tichborne Case" (1871), Times (18 December).
- "Scottish Corporation Dinner" (1871), Times, (30 November).
- "The City of Samaria" (1871), Times (26 September).
- "Moabite Stones" (1872), [not by Burton], Athenaeum (3 February), pp. 148–9.
- "The Moabite Stone I" (1872), Athenaeum (13 April), pp. 464–6.
- "The Moabite Stone II" (1872), Athenaeum (20 April), pp. 495–500.
- "The Diamantine Country" (1872), Athenaeum (20 January), No. 2308, p. 83.
- "Translations" (1872), Athenaeum (24 February), No. 2313, pp. 241–3.
- "A Ride in the Holy Land" (1872), Cassell's Magazine New Series, Vol. V, pp. 434–7.
- "Chapters from Travel No I: Damascus" (1872), Cassell's Magazine New Series, Vol. V, pp. 197–8.
- "Chapters from Travel No. II: Palmyra" (1872), Cassell's Magazine New Series, Vol. V, pp. 212–15.
- "Discussion" (1872) [on George Harris, On Hereditary Transmission of Endowments and Qualities of Different Kinds], Journal of the Anthropological Institute, Vol. II (1872-73), p. 9.
- "On Human Remains and Other Articles from Iceland" (1872), Journal of the Anthropological Institute, Vol. II (1872-73), pp. 342–4, notes on the remains by C. Carter Blake, pp. 344–6, discussion on p. 347.
- "Gleanings in Syria and Palestine" (1872), Journal of the London Institution, April. pp. 69–70
- "Notes of a Reconnaissance of the Anti-Libanus" (1872), Journal of the Royal Geographical Society, Vol. XLII, pp. 408–25. Map.
- "Notes on an Exploration of the Tuhil el Safa, the Volcanic Region East of Damascus, and the Umm Niran Cave" (1872), Journal of the Royal Geographical Society, Vol. XLII, pp. 49–61.
- "Evidence" (1872), Parliamentary Papers, pp. 110–112.
- "Explanation of an Altar-Stone from Jebel Duruz Hauran, and a Thurible of Bronze from Near Damascus" (1872), Proceedings of the Society of Antiquaries of London, Vol. V, pp. 289–91.
- "Unexplored Syria" (1873), Academy, Vol. IV (2 June), pp. 217–8.
- "Letters" (1873), Anthropologia, No. 1 (October), pp. 2–4.
- "Notes on the Kitchen-Middens of Sao Paulo, Brazil, and the Footprints of St Thomas, Alias Zome" (1873), Anthropologia, No. 1 (October), pp. 44–58; discussion on pp. 58–9.
- "Cazembe" (1873), Athenaeum, 13 September, No. 2394, p. 340.
- "Count F. Dal Verma" (1873), Athenaeum, 11 October, No. 2398, pp. 468–9.
- "The Vienna Exhibition" (1873), Athenaeum, 10 May, No. 2376, pp. 598–99.
- "The Vienna Exhibition" (1873), Athenaeum, 17 May, No. 2377, pp. 630–1.
- "En Route to Hebron" (1873), Cassell's Magazine New Series, Vol. VI, pp. 69–72.
- "The Primordial Inhabitants of Minas Geraes, and the Occupations of the Present Inhabitants" (1873), Journal of the Anthropological Institute, Vol. II (1872-73), pp. 407–23, discussion on p. 423.
- "Letter" [re: William Desborough Cooley] (1873), Ocean Highways, Vol. I (1873-74), pp. 258–9.
- "Notes on Mr Stanley's Work" (1873), Ocean Highways, Vol. I (1873-74), pp. 55–9.
- "Two Trips on the Gold Coast: First Trip - The Beulah Gardens and the Ajumanti Hills. Second Trip - Along the Shore to the Volta River" (1873), Ocean Highways, Vol. I (1873-74), pp. 448–61.
- "Testimony of Captain Burton on Spiritualism" (1873), Spiritualist, Vol. III, pp. 309–10.
- "Unexplored Syria" [letter] (1873), The Academy, Vol. IV, pp. 217–18
- "Notes on the Castellieri or Prehistoric Ruins of the Istrian Peninsula" (1874), Anthropologia, No. 3 (October), pp. 376–404.
- "Dr Livingstone" (1874), Athenaeum, 14 February, p. 228.
- "Comments on Etruscan Researches" (1874), Athenaeum, 28 March, No. 2422, pp. 425–6.
- "Etruscan Researches" [1] (1874), Athenaeum, 30 May, No. 2431, p. 731.
- "Etruscan Researches" [2] (1874), Athenaeum, 18 July, No. 2438, p. 83.
- "Petrarch's Bones" (1874), Athenaeum, 29 August, No. 2444, p. 275.
- "My Parentage and Early Career as a Slave; With a Note by R.F.B." (1874), Geographical Magazine I, pp. 63–9.
- "Note on 'My Parentage and Early Career as a Slave'" (1874), Geographical Magazine I, p. 120.
- "Geographical Notes on the Province of Minas Geraes" Journal of the Royal Geographical Society, Vol. XLIV (1874), pp. 263–300.
- "Letter" [re: Cooley] (1874), Ocean Highways, Vol. I (1873-74), p. 432-4.
- "The Indian Affinities of the Gypsies" (1875), Academy, Vol. VII (27 March), pp. 324–5.
- "Review of Marquis de Compiegne L'Afrique Equatoriale, Vol 1." (1875), Academy, Vol. VIII (30 October), pp. 444–6.
- "Mr. Stanley's Expedition" (1875), Athenaeum, 27 November, pp. 712–13.
- "L'Afrique Equatoriale: Gabonais Pahouins-Gallois" (1875), Athenaeum, 23 October, pp. 536–8.
- "The Lakes of Central Africa", (1875) Athenaeum, 11 December, pp. 793.
- "The London Publishing Company" (1875), Athenaeum, 10 April, No. 2476, p. 489.
- "Sosivizka the Bandit of Dalmatia" (1875), Cornhill Magazine, Vol XXXII, pp. 560–576.
- "A Trip up the Congo or Zaire River" (1875), Geographical Magazine, Vol. II, pp. 203–4,
- "Captain Burton on the Outlet to Tanganyika" (1875), Geographical Magazine, Vol. II, p. 118.
- "Mr Stanley and the Victoria Nyanza" (1875), Geographical Magazine, Vol. II, pp. 354–5.
- "The Long Wall of Salona and the Ruined Cities of Pharia and Gelsa di Lesina" (1875), Journal of the Anthropological Institute, Vol. V (1875-76), pp. 252–97; discussion pp. 297–9.
- "The Port of Trieste, Ancient and Modern" (1875), Journal of the Society of Arts, Vol. XXV, pp. 979–86, 996-1,006.
- "Patent for Fire Arms. A.D. 1879. Sept. I st. No. 3069. Specification of Capt R. F. Burton, 1876" (1875), London: Eyre & Spottiswood.
- "Notes on Rome" (1875), Macmillan's Magazine, Vol. XXXI, pp. 57–63, 126-34.
- "Geographical Notes" [on Lake Tanganyika] (1875), Pall Mall Gazette, 25 March, pp. 10–11.
- "The Trans-Jordanic Region" (1875), Quarterly Statement of the Palestine Exploration Fund July 1875, pp. 120–3.
- "A Grumble" (1875), Times (18 May).
- "African Exploration" (1875), Times (21 June).
- "A Discovery at Laibach" (1876), Academy, Vol. IX (15 January), p. 63.
- "Review of Ferdinand de Lesseps, Lettres, Journal, et Documents pour servir a l'histoire du Canal de Suez", [Part 1] (1876), Academy, Vol. IX (5 February), pp. 111–13.
- "Review of Ferdinand de Lesseps, Lettres, Journal, et Documents pour servir a l'histoire du Canal de Suez", [Part 2] (1876), Academy, Vol. IX (12 February), pp. 139–41.
- "Review of Marquis de Compiegne, L'Afrique Equatoriale, Vol 2." (1876), Academy, Vol. IX (1876-06-03), pp. 529–31.
- "The Albert Nyanza" (1876), Athenaeum, p. 118 (22 July).
- "The Castelliere of Jurkovac" (1876), Athenaeum, p. 598 (4 November).
- "A Case of Homicide" (1876), Athenaeum, No. 2516, p. 90 (15 January).
- "Scoperte Antropologiche in Ossero" (1876), Estratto dall'Archeografe Triestine, Fasc. 2 Vol. V, pp. 1–6.
- "Trade of Trieste" (1876), Journal of the Society of Arts, Vol. XXV (1876), pp. 62–3, 935-41, 946-53
- "Discussion" [on James A. Grant, "On Mr. H. M. Stanley's Exploration of the Victoria Nyanza"] (1876), Proceedings of the Royal Geographical Society, Vol. XX (1875-76), pp. 49–50.
- "The Volcanic Eruptions of Iceland in 1874 and 1875" (1876), Proceedings of the Royal Society of Edinburgh, Vol. XI (1875-76), pp. 44–58.
- "The Nizam Diamond: The Diamond in India" (1876), Quarterly Journal of Science, New Series, Vol. VI, pp. 351–60.
- "Spirit Phenomena" (1876), Times, (13 November).
- "Bologna" (1877), Academy, Vol. XI (24 March), p. 251.
- "Mr Stanley's Last Explorations" (1877), Athenaeum pp. 568–9 (3 November).
- "The Ogham Character" (1877), Athenaeum p. 447 (7 April).
- "The Ogham Inscription" (1877), Athenaeum p. 306 (8 Sept).
- "The Ogham Inscriptions" (1877), Athenaeum pp. 113–14 (28 July; and 28 September, p. 306).
- "The Turks, the Greeks, and the Slavs" (1877), Athenaeum, p. 193 (10 February).
- "The Moabite Stone" (1877), Athenaeum, No. 2567, pp. 17–8 (6 January).
- "Memoir on Charles T. Drake" (1877), In Literary Remains of C. T. Drake, ed. by Walter Besant; Richard Bentley and Son, London: pp. 14–22.
- "The Pelagosa Finds" (1877), Journal of the Anthropological Institute, Vol. VI (1876-77), p. 54.
- "A Word to the Reader" and "Notes" [on George L. Faber, Fiume and Her New Port] (1877), Journal of the Society of Arts, Vol. XXV, pp. 1,029-38, 1,040-6.
- "Mission to the Land of Midian" (1877) Times, 14 May 1877.
- "A Flitting through Sind", (1877), Times of India [overland weekly edition], pp. 16–18 (22 June).
- "Copyright" (1878), Athenaeum, p. 401 (28 September ).
- "The Land of Midian" (1878), Geographical Magazine, Vol. V, p. 272.
- "Flint Flakes from Egypt" (1878), Journal of the Anthropological Institute, Vol. VII (1877-78), pp. 323–4.
- "The Seaboard of Istria" (1878), Journal of the Anthropological Institute, Vol. VII (1877-78), pp. 341–63.
- "Midian and the Midianites" (1878), Journal of the Society of Arts, Vol. XXVII, pp. 16–24; discussion on pp. 24–7.
- "The Antiquities of Lissa and Pelagosa" (1878), Proceedings of the Society of Antiquaries London, 2nd Series, Vol. VII, pp. 141, 143.
- "The Land of Midian" (1878), Report of the British Association for 1878, pp. 630–1.
- "Spiritualism in Eastern Lands" (1878), Spiritualist, Vol. XXXIII, pp. 270–5.
- "Climate of Cyprus" (1878), Times (30 August).
- "Finds in Midian" (1878), Times (12 December).
- "Captain Cameron on an Indo-Mediterranean Railway" (1879), Academy, Vol. XVI, p. 376 (22 November).
- "The Meaning of 'Gorjer'" (1879), Academy, Vol. XVI, p. 177 (6 Sept).
- "Gold in Midian" (1879), Athenaeum, No. 2674, pp. 124–5 (25 January).
- "The Anthropological Congress at Laibach" (1879), Athenaeum, No. 2703, pp. 212–3 (16 August).
- "The Carinthian Burrows" (1879), Athenaeum, No. 2717, p. 664 (22 November).
- "Stones and Bones from Egypt and Midian" (1879), Journal of the Anthropological Institute, Vol. VIII (1878-79), pp. 290–319. Illustrated.
- "A Visit to Lissa and Pelagosa' (1879), Journal of the Royal Geographical Society, Vol. XLIX, pp. 151-88.
- "Itineraries of the Second Khedival Expedition: Memoir Explaining the New Map of Midian Made by the Egyptian Staff-Officers" (1879), Journal of the Royal Geographical Society, Vol. XLIX, pp. 1–150.
- "Discussion" [of Revd. T. J. Comber, Explorations Inland from Mount Cameroon, and journey through Cong to Makuta] (1879), Proceedings of the Royal Geographical Society, New Series, Vol. I, pp. 237–40.
- "Prophecy and Morality", Spiritualist, Vol. XIV, No. 2, p. 18.1879
- "Veritable and Singular Account of an Apparition, and the Saving of a Soul, in Castle Weixelstein, in Krain [Архівовано 4 березня 2016 у Wayback Machine.]" [Translation of story from German] (1879), Spiritualist, Vol. XV, No. 12, pp. 138–40.
- "Remains of Buildings in Midian" and "Gold in Midian" (1879), Transactions of the Royal Institute of British Architects, No. 4 (1878-79), pp. 61–80.; and No. 5 (1878-79), pp. 83–4.

1880-ті
- "Camoens" (1880), Academy, Vol. XVIII (27 Nov), pp. 384–5.
- "Midianite and Hittite Inscriptions" (1880), Athenaeum, 4 December, No. 2771, p. 750.
- "Giovanni Battista Belzoni" (1880), Cornhill Magazine, Vol. XLII, pp. 36–50.
- "The Partition of Turkey" (1880), Daily Telegraph, 7 March.
- "Captain R. F. Burton's Experiences" (1880), In: Psychic Facts, London: W. H. Harrison; Edited by W. H. Harrison, pp. 70–9.
- "Report on Two Expeditions to Midian" (1880), Journal of the Society of Arts, Vol. XXIX, pp. 98–9.
- "Assonance" (1881), Academy, Vol. XIX (7 May), p. 339.
- "Captain Burton's Lusiads" (1881), Academy, Vol. XIX (12 Feb), p. 119.
- "The Geographical Congress at Venice" (1881), Academy, Vol. XX (21 Oct), pp. 258–60.
- "The Statue of Marco Polo at Venice" (1881), Academy, Vol. XX (3 Dec ), p. 420.
- "Review of Serpa Pinto, How I Crossed Africa" [Part 1] (1881), Academy, Vol. XIX (21 May), pp. 365–7.
- "Review of Serpa Pinto, How I Crossed Africa" [Part 2] (1881), Academy, Vol. XIX (11 Jun), pp. 425–6.
- "The Arabian Nights" (1881), Athenaeum, 26 November, p. 703.
- "Three Sonnets from Camoens" (1881), Athenaeum, 26 February, No. 2783, p. 299.
- "Corpus Inscriptionum Americanarum" [Архівовано 23 січня 2011 у Wayback Machine.] (1881), Athenaeum, 25 June, No. 2800, pp. 848–9
- "How to Deal with the Slave Scandal in Egypt" (1881), Manchester Examiner and Times, 21, 23, and 24 March.
- "Thermae of Monfalcone" (1881), The Field, 12 November, pp. 704–5; 17 December, p. 87; and 24 December 1881, p. 926.
- "Three Sonnets of Camoens" (1882), Academy, Vol. XXII (16 Sep), p. 203.
- "Review of Allan M. Taylor, Madeira: Its Scenery and How to See It" (1882), Academy, Vol. XXII (22 July), p. 59.
- "The Camoniana of Lisbon" (1882), Athenaeum, 28 January, No. 2831, p. 125.
- "Notes on Working the Gold Fields of Axim" (1882), Athenaeum; 22 April, No. 2843, p. 512.
- "Visit to the Gold District of Axim" (1882), Athenaeum; 25 March, No. 2839, p. 383.
- "Gold on the Gold Coast" (1882), Journal of the Society of Arts, Vol. XXX, pp. 785–90; discussion on pp. 790–4.
- "Letter to the Editor" (1882), Mining World, Vol. XXIII, p. 1417.
- "Discussion" [on Verney Lovett Cameron, "A Sketch Survey of the Ancobra and Prince's Rivers, and of the Takwa Range, Gold Coast"] (1882), Proceedings of the Royal Geographical Society, New Series; Vol. IV, pp. 505–7.
- "The Kong Mountains" (1882), Proceedings of the Royal Geographical Society, Vol. IV, pp. 484–6.
- "The Kong Mountains" (1882), Times, 27 June.
- "The Ethnology of Modern Midian" (1882), Transactions of the Royal Society of Literature, 2nd Series, Vol. XII, pp. 249–330.
- "The Ogham-Runes and El-Mushajjar: A Study" (1882), Transactions of the Royal Society of Literature, 2nd Series, Vol. XII, Part 1, pp. 1–46.
- "England's Duty to Egypt" (1883), Academy, Vol. XIII (26 May), p. 366.
- "The Late E. H. Palmer: I. Personal Reminiscences" (1883), Academy, Vol. XXIII (5 May), p. 311.
- "The Late E. H. Palmer: II. The Story of His Death" (1883), Academy, Vol. XXIII (12 May), pp. 329–30.
- "The Upper Congo Versus Europe" (1883), Academy, Vol. XXVIII (7 April), pp. 239–41.
- "Three Early Italian Sonnets" (1883), Academy, Vol. XXIV (25 August), pp. 129–30.
- "Review of C. E. Wilson, Persian Wit and Humour" (1883), Academy, Vol. XXIII (30 June), p. 460.
- "Stone Implements from the Gold Coast" (1883), Journal of the Anthropological Institute, Vol. XII, pp. 449–54.
- " 'Hydraulicking' on the Gold Coast" (1883), Mining World, Vol. XXIV, p. 43.
- "Gold Coast Mining" (1883), Mining World, Vol. XXIV, p. 196.
- "Gold Coast Mining" (1883), Mining World, Vol. XXIV, p. 546.
- "Letter to the Editor" (1883), Mining World, Vol. XXIV, p. 425.
- "Letter to the Editor" (1883), Mining World, Vol. XXIV, p. 485.
- "Mining on the Gold Coast: More Hydraulicking" (1883), Mining World, Vol. XXIV, pp. 531–2.
- "Mining on the Gold Coast" (1883), Mining World, Vol. XXIV, p. 620.
- "Mining on the Gold Coast" (1883), Mining World, Vol. XXV, p. 123.
- "Mining on the Gold Coast" (1883), Mining World, Vol. XXV, p. 225.
- "Mining on the Gold Coast" (1883), Mining World, Vol. XXV, p. 546-7.
- "Mining on the Gold Coast" (1883), Mining World, Vol. XXV, p. 599.
- "Mining on the Gold Coast" (1883), Mining World, Vol. XXV, p. 633.
- "Mining on the Gold Coast" (1883), Mining World, Vol. XXV, p. 92.
- "The Gold Coast" (1883), Mining World, Vol. XXIV, p. 283.
- "The Gold Coast" (1883), Mining World, Vol. XXIV, p. 336.
- "Letter to the Editor" [on Camoens] (1884), Academy, Vol. XXVI (15 Nov issue), pp. 324–5.
- "The Egyptian Question: I" (1884), Academy, Vol. XXV (12 Jan issue), pp. 27–8.
- "The Egyptian Question: II" (1884), Academy, Vol. XXV (19 Jan issue), pp. 45–7.
- "The Proposed British Commercial Geographical Society of London City" (1884), Academy, Vol. XXV (21 June issue), p. 439.
- "Review of W. A. Clouston, The Book of Sinbad" (1884), Academy, Vol. XXVI (20 Sep issue), pp. 175–6.
- "Review Robert Grant Watson, Spanish and Portuguese South America During the Colonial Period" (1884), Academy, Vol. XXV (17 May issue), pp. 342–3.
- "Burton's Speech" (1885), Academy, Vol. XXVIII (17 Oct issue), p. 254.
- "Lord Houghton" (1885), Academy, Vol. XXVIII (22 Aug issue), p. 118.
- "The Thousand Nights and a Night" (1885), Academy, Vol. XXVIII (17 Oct issue), p. 104.
- "Review of A. B. Ellis, West African Islands" (1885), Academy, Vol. XXVII (7 May issue), p. 163.
- "Review of Charles J. Lyall, Transactions of Ancient Arabian Poetry, Chiefly Pre-Islamic" (1885), Academy, Vol. XXVIII (8 Oct issue), pp. 214–15.
- "Review of Major B. C. Truman et al., The Field of Honour" (1885), Academy, Vol. XXVIII (1 Aug issue), pp. 68–9.
- "Review of The Journals of Major-General C. G. Gordon, C. B., at Khartoum" (1885), Academy Vol. XXVIII (11 July issue), pp. 19–20.
- "Review of I. G. N. Keith-Falconer, Kalilah and Dimnah" (1885), Academy, Vol. XXVII, pp. 432–3 (20 June issue).
- "On Volcanic Activity of Cameroons Peak" (1885), Athenaeum, No. 2992, pg 283 (28 February issue).
- "Discussion" [on F.L. James, A Journey Through the Somali Country to the Webbe Shebeyli] (1885), Proceedings of the Royal Geographical Society, New Series, Vol. VII, pp. 641–2.
- "A 'Diet' for Ireland" (1886), Academy, Vol. XXIX (16 January issue), pg 44.
- "Petroleum 'Discoveries' " (1886), Academy, Vol. XXIX (17 April issue), pg 274.
- "The Loan of MSS. from the Bodleian Library" (1886), Academy, Vol. XXX (13 November issue), pg 270.
- "The Orientalisation of Galland's Arabian Nights" (1886), Academy, Vol. XXX (23 October issue), pg 277.
- "Review of E. J. W. Gibb, The History of the Forty Vezirs" (1886), Academy, Vol. XXX (20 November issue), pp 337–8.
- "Review of The Voyage of John Huyghen van Linschoten to the East Indies" (1886), Academy, Vol. XXIX (26 March issue), pp. 212–13.
- "Review of William Napier Bruce, The Life of General Sir Charles Napier" (1886), Academy, Vol. XXIX (6 February issue), pp. 85–6.
- "Arabian Nights" (1886), Notes and Queries, 7th Series, I (5 May issue), pg 447.
- "Count Gozzadini" (1887), Academy, Vol. XXXII (10 September issue), pg 167.
- "Is Gordon Dead?" (1887), Academy, Vol. XXXI (30 April issue), pg 308.
- "The Thousand Nights and a Night" (1887), Academy, Vol. XXXI (22 January issue), pp. 60–1.
- "West African Gold Mines" (1887), Mining Journal, (5 February issue) [pseudonymous].
- "Lord Stratford de Redcliffe and Mr. S. Lane-Poole" (1888), Academy, Vol. XXXIV (1 September issue), pg 137.
- "Reprints of the Arabian Nights" (1888), Academy, Vol. XXXIV, pp 103–4.
- "The Bestial Element in Man" (1888), Academy, Vol. XXXIV (11 August issue), pg 87.
- "The Supplemental Nights" (1888), Academy, Vol. XXXIV (4 August issue), pg 72.
- "Review of A[ugustus]. B. Wylde,  '83 to '87 in the Soudan" (1888), Academy, Vol. XXXIV (20 October issue), pp 249–50.
- "Review of Alexander Graham and H.S. Ashbee, Travels in Tunisia" (1888), Academy, Vol. XXXIII (16 June issue), pp 405–6.
- "Review of Charles M. Doughty, Travels in Arabia Deserta" (1888), Academy, Vol. XXXIV (28 July), pp. 47–8.
- "Review of H. Zotenberg, Histoire d' 'Ala Al-Din ou La Lampe Merveilleuse", Academy, Vol. XXXIII (4 Feb 1888), p. 79.
- "Review of Joseph Derenbourg, A Medieval Version of Kalilah and Dimnar", Academy, Vol. XXXIII (7 Jul 1888), pp. 3–4.
- "Review of Stanley Lane-Poole, The Life of Stratford Canning, Viscount Stratford de Redcliffe", [Part 1], Academy, Vol. XXXIV (24 Nov 1888), pp. 329–30
- "Review of Stanley Lane-Poole, The Life of Stratford Canning, Viscount Stratford de Redcliffe [Part 2], Academy, Vol. XXXIV (1888), pp. 379-80.
- "Seance familiere du 26 Novembre 1888 en l'honneur de Sir Richard-Francis Burton", Le Globe, Journal Geographique (Society de Geographic de Geneve), Vol. XVIII, 4th Series, Vol. VIII (Bulletin No. 1) (1888-89), pp. 15–18.
- "The Position at Suakin", The Times, 26 December 1888.
- "Notes from Lausanne", Academy, Vol. XXXV (23 Mar 1889), p. 204.
- "Notes from Vevey", Academy, Vol. XXXV (26 Jan 1889), pp. 57–8.
- "The Akkas" (1889), Journal of the Anthropological Institute, Vol. XVIII, p. 121.

Посмертні
- "Burton's Pilgrimage to Mecca: An Unpublished MS. of the Late Sir Richard F. Burton, F.R.S.L." [with an Introduction by W.H. Wilkins] (1899), Transactions of the Royal Society of Literature, Vol. XX, pp. 197–235.
- "Sentiment of the Sword" (1910), Field (7 May through 3 December issue)

## У популярній культурі
- В оповіданні «Алеф» Хорхе Луїса Борхеса у бібліотеці виявляється рукопис Бертона, що містить опис дзеркала, в якому відображається весь Всесвіт.
- Бертон згадується на сторінках роману «Світ зроблений зі скла» Морріса Веста.
- Бертон є головним героєм у серії стимпанк-романів «Burton and Swinburne» (2010–2015 роки) Марка Годдера.
- У фільмі Джорджа Лукаса «Індіана Джонс і останній хрестовий похід» став прообразом батька Індіани Джонса — професора  Генрі Джонса-старшого[джерело не вказане 1783 дні].
- У фільмі Френсіса Форда Копполи «Дракула» приблизно на 19-й хвилині можна помітити, як головна героїня гортає «Арабські ночі» Річарда Френсіса Бертона.
- Бертон відіграє важливу історичну роль у серії книг «Зона 51» Боба Маєра.
- Бертон є головним героєм серії науково-фантастичних романів «Річковий світ» Філіпа Хосе Фармера.
- «Збирач світів» (2006) — біографічний роман Іллі Троянова про Бертона. Фокусується на його перебуванні в Індії, відвідинах Мекки та дослідженнях зі Спіком.
- Бертон і Спік згадуються в одній із «Незвичайних подорожей» Жуля Верна, а саме в романі «П'ять тижнів на повітряній кулі» (1863 рік).
- У романі «The Bookman's Promise» (2004 рік) Джона Даннінга протагоніст купує копію рідкісної книги Бертона.
- Роман Вільяма Гаррісона «Бертон і Спік» (1984 рік) оповідає про двох друзів і суперників.
- Фільм «Місячні гори»[en] (1990 рік) розповідає історію подорожі Спіка та Бертона. Стрічка базується на романі Гаррісона. Роль Бертона виконав Патрік Бергін.

### Книги та статті
- Cust, R.N. (1895). Sir Richard Burton. Linguistic and oriental essays: written from the year 1861 to 1895. London: Trübner & Co. 80—82.
- Brodie, Fawn M. (1967). The Devil Drives: A Life of Sir Richard Burton. New York: W. W. Norton & Company. ISBN 0-907871-23-2.
- Burton, Isabel (1893). The Life of Captain Sir Richard F. Burton KCMG, FRGS. Т. Vols. 1 and 2. London: Chapman & Hall. Архів оригіналу за 23 січня 2011. Процитовано 21 вересня 2015. {{cite book}}: |том= має зайвий текст (довідка)
- Carnochan, W.B. (2006). The Sad Story of Burton, Speke, and the Nile; or, Was John Hanning Speke a Cad: Looking at the Evidence. Stanford: Stanford University Press. 160 pp. ISBN 0-8047-5325-3. Архів оригіналу за 29 червня 2014. Процитовано 21 вересня 2015.
- Kennedy, Dane (2005). The Highly Civilized Man: Richard Burton and the Victorian World. Cambridge: Harvard University Press. ISBN 0-674-01862-1.
- Edwardes, Allen (1963). Death Rides a Camel. New York: The Julian Press.
- Farwell, Byron (1963). Burton: A Biography of Sir Richard Francis Burton. New York: Penguin Books. ISBN 0-14-012068-8.
- Godsall, Jon R (2008). The Tangled Web – A life of Sir Richard Burton. London: Matador Books. ISBN 978-1906510-428. Архів оригіналу за 8 листопада 2013. Процитовано 21 вересня 2015.
- Hitchman, Francis (1887). Richard F. Burton, K.C.M.G.: His Early, Private and Public Life with an Account of his Travels and Explorations. London: Sampson and Low.
- Jeal, Tim (2011). Explorers of the Nile: The Triumph and Tragedy of a Great Victorian Adventure. London: Faber & Faber. ISBN 978-0-300-14935-7. Архів оригіналу за 29 червня 2014. Процитовано 21 вересня 2015.
- Lovell, Mary S. (1998). A Rage to Live: A Biography of Richard & Isabel Burton. New York: W. W. Norton & Company. ISBN 0-393-04672-9.
- McDow, Thomas F. (2010). Trafficking in Persianness: Richard Burton between mimicry and similitude in the Indian Ocean and Persianate worlds. Comparative Studies of South Asia, Africa and the Middle East 30.3. 491—511. ISSN 1089-201X. Архів оригіналу за 21 липня 2011. Процитовано 21 вересня 2015.
- McLynn, Frank (1991). From the Sierras to the Pampas: Richard Burton's Travels in the Americas, 1860–69. London: Century. ISBN 0-7126-3789-3.
- McLynn, Frank (1993). Burton: Snow on the Desert. London: John Murray Publishing. ISBN 0-7195-4818-7.
- Newman, James L. (2009). Paths without Glory: Richard Francis Burton in Africa. Dulles, Virginia: Potomac Books. ISBN 978-1-59797-287-1.
- Moorehead, Alan (1960). The White Nile. New York: Harper & Row. с. 448. ISBN 0-06-095639-9. Архів оригіналу за 2 травня 2016. Процитовано 21 вересня 2015.
- Ondaatje, Christopher (1998). Journey to the Source of the Nile. Toronto: HarperCollins. ISBN 0-00-200019-9.
- Ondaatje, Christopher (1996). Sindh Revisited: A Journey in the Footsteps of Captain Sir Richard Francis Burton. Toronto: HarperCollins. ISBN 1-59048-221-2.
- Rice, Edward (1990). Captain Sir Richard Francis Burton: The Secret Agent Who Made the Pilgrimage to Makkah, Discovered the Kama Sutra, and Brought the Arabian Nights to the West. New York: Charles Scribner's Sons.
- Seigel, Jerrold (2016). Between Cultures: Europe and Its Others in Five Exemplary Lives. Philadelphia: University of Pennsylvania Press. ISBN 978-0-8122-4761-9.
- Sparrow-Niang, Jane (2014). Bath and the Nile Explorers: In commemoration of the 150th anniversary of Burton and Speke's encounter in Bath, September 1864, and their 'Nile Duel' which never happened. Bath: Bath Royal Literary and Scientific Institution. ISBN 978-0-9544941-6-2.
- Wisnicki, Adrian S. (2008). Cartographical Quandaries: The Limits of Knowledge Production in Burton's and Speke's Search for the Source of the Nile. History in Africa. 35: 455—79. doi:10.1353/hia.0.0001.
- Wisnicki, Adrian S. (2009). "Charting the Frontier: Indigenous Geography, Arab-Nyamwezi Caravans, and the East African Expedition of 1856–59". Victorian Studies 51.1 (Aut.): 103-37.
- Wright, Thomas (1906). The Life of Sir Richard Burton. Т. Vols. 1 and 2. New York: G. P. Putnam's Sons. ISBN 1-4264-1455-2. Архів оригіналу за 22 лютого 2008. Процитовано 21 вересня 2015. {{cite book}}: |том= має зайвий текст (довідка)

### Документальні фільми
- «У пошуках Нілу» [Архівовано 8 грудня 2010 у Wayback Machine.] (1971) — міні-серіал BBC, роль Бертона в якому виконав Кеннет Хейг.
- У «Вікторіанському досліднику сексу», частині сезону «Вікторіанських пристрастей» на Channel 4, Руперт Еверетт документує подорожі Бертона.